# Bombardamenti sulla Germania durante la seconda guerra mondiale
Durante la seconda guerra mondiale, le forze aeree alleate intrapresero una campagna di bombardamenti strategici sulla Germania allo scopo di fiaccare il morale della popolazione e indebolire l'industria bellica.
Dopo un periodo iniziale di insuccessi, il Bomber Command del duro generale Arthur Harris moltiplicò dal febbraio 1942 devastanti incursioni aeree prevalentemente notturne con migliaia di bombardieri che distrussero gran parte delle principali città tedesche, infliggendo enormi danni materiali e pesanti perdite tra i civili. A partire dalla fine del 1942 intervennero con crescente efficacia e potenza anche le forze da bombardamento pesante della United States Army Air Force che, sotto la guida del generale Carl Spaatz contribuirono a distruggere, con continui attacchi diurni in grandi formazioni, obiettivi sensibili (quali raffinerie, stabilimenti e vie di comunicazione) e anche le città tedesche.
Bombardamenti aerei di minore entità furono compiuti anche dall'aeronautica militare sovietica.
Oltre alle dolorose perdite civili, la Germania subì anche gravi danni al patrimonio culturale e dovette sviluppare l'organizzazione statale del Reich per assistere e proteggere i propri cittadini.

## Strategie degli Alleati

### L'uso dei bombardieri e i radar di bordo
Le forze aeree principali che bombardarono la Germania nel corso della seconda guerra mondiale furono il Bomber Command della Royal Air Force (RAF – l'aeronautica militare britannica), che conseguì i migliori risultati dopo l'insediamento al suo comando di Arthur Harris il 22 febbraio 1942, e, dall'agosto 1942, l'VIII Bomber Command statunitense del generale Ira Eaker, unità cambiata di nome due anni dopo in Eighth Air Force al cui vertice fu messo il generale Jimmy Doolittle (queste ultime due unità erano comunque parte dell'United States Army Air Forces – USAAF, la forza aerea dell'esercito statunitense). I britannici si avvalsero, dal 1939 al 1941, dei bombardieri leggeri Battle, Blenheim e Wellesley e dei bombardieri medi Hampden, Wellington e Whitley, mentre dal 1942 fecero la loro comparsa i bombardieri medi Manchester, i bombardieri pesanti Stirling, Halifax e Lancaster e l'aereo multiruolo Mosquito. Da parte loro gli statunitensi misero in campo il bombardiere medio Marauder e i bombardieri pesanti Liberator e B-17 Flying Fortress.
Il Bomber Command si accollò, in generale, le operazioni notturne lasciando ai colleghi statunitensi quelle diurne, in linea con il pensiero dei generali statunitensi Eaker e Spaatz che sostenevano l'inutilità del bombardamento a tappeto condotto per giunta di notte, come faceva la RAF, riponendo invece massima fiducia nel bombardamento di precisione diurno, possibile grazie al sistema di puntamento Norden installato nei velivoli, teoricamente (ma non praticamente, come dimostrarono le iniziali gravi perdite subite) ben difesi dalla caccia tedesca grazie al buon armamento difensivo. Un caccia con sufficiente autonomia per scortare i bombardieri lungo tutto il tragitto arrivò solo nel 1944 grazie alla messa a punto di un adeguato motore nel North American P-51 Mustang. D'altronde, i bombardamenti dell'USAAF, effettuati con la formazione combat box che teoricamente avrebbe dovuto esaltare le capacità difensive degli aerei e ottimizzare l'efficacia distruttiva del bombardamento, erano di precisione solo sulla carta.
Per ovviare ai problemi di identificazione dei bersagli il Bomber Command istituì il 15 agosto 1942 le unità di bombardieri "Pathfinder", composte da personale esperto che, volando solitamente sui veloci Mosquito e precedendo la forza principale d'attacco, aveva il compito di segnalare l'obiettivo mediante indicatori luminosi o materiale incendiario. Fino a quel momento, e anche dopo, i velivoli britannici volarono basando la propria posizione sul non perfetto sistema di radionavigazione GEE, soppiantato agli inizi del 1943 da Oboe, usato assieme al coevo H2S, un radar quest'ultimo che consentiva di distinguere le distese d'acqua dalle superfici abitate tramite l'alternanza di chiaroscuri che compariva su uno schermo catodico. Prima di queste innovazioni tecnologiche il lancio e la navigazione dei bombardieri britannici avveniva perlopiù nell'oscurità totale. Invero, la necessità di prevalere sul piano tecnologico agli avversari sfociò nella cosiddetta "guerra delle onde", che vide Alleati e tedeschi combattersi con un continuo evolversi di apparecchiature radar, sempre più sofisticate, e con sempre migliori contromisure elettroniche. Il Bomber Command fece un ulteriore passo avanti nella precisione degli attacchi con l'introduzione dei cosiddetti "Master Bomber", piloti veterani e capaci che sorvolavano in tondo la zona dell'obiettivo impartendo ordini via radio circa la direzione da cui colpire, quali zone colpire prima e l'ordine di successione degli equipaggi che andavano all'attacco. Peraltro venne tenuto conto anche dell'effetto "creepback" (scivolamento indietro), l'impulso istintivo che spingeva i piloti a sganciare prematuramente le bombe, perché la loro vita era estremamente a rischio quando l'aereo si trovava in posizione di lancio, perciò i Pathfinder si tenevano generalmente "lunghi".

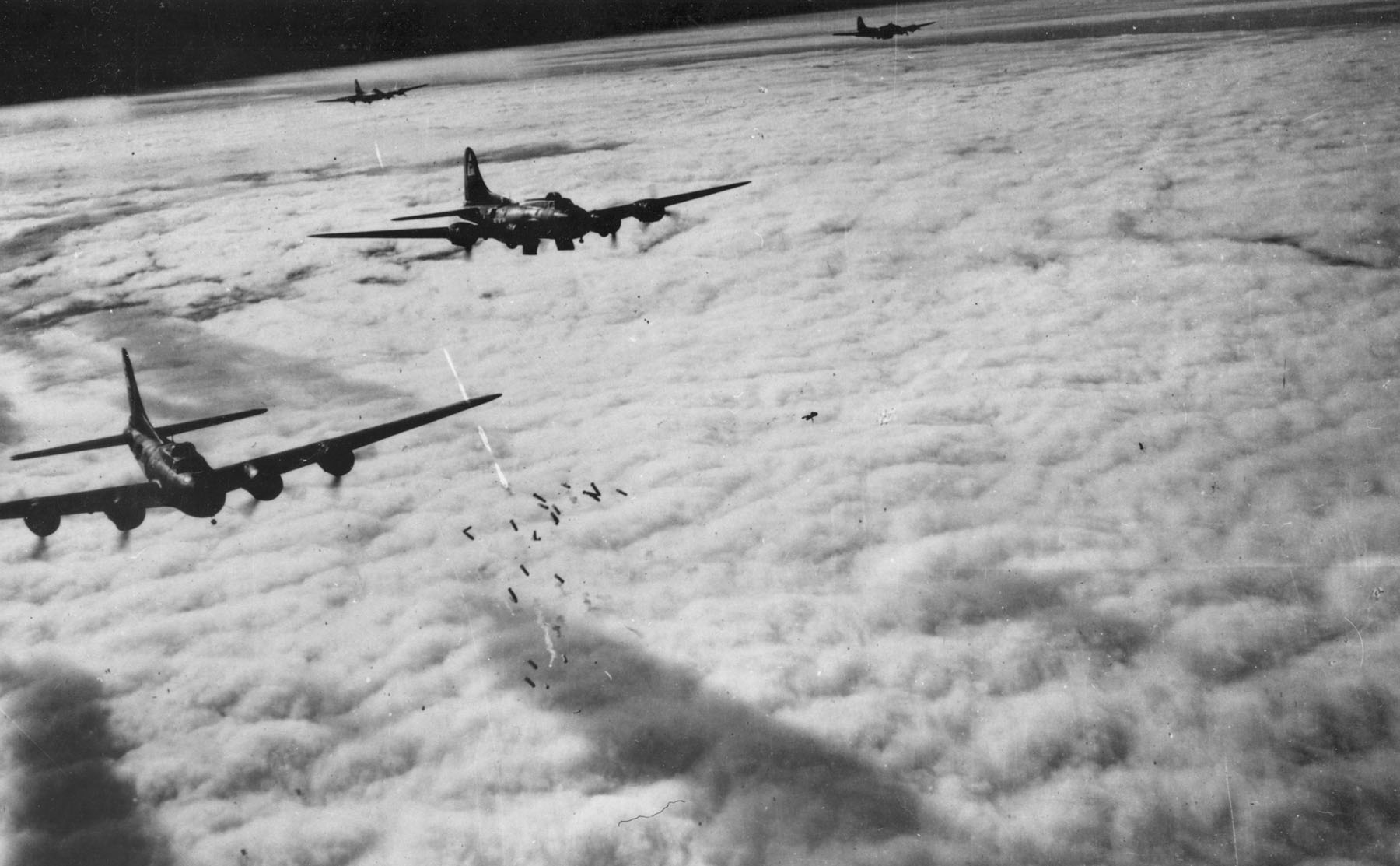
Alcuni Boeing B-17, spina dorsale dell'VIII Bomber Command prima e della Eighth Air Force dopo, intenti a sganciare i loro ordigni sopra una coltre di nubi su Brema il 13 novembre 1943.

A guerra terminata l'imponente macchina bellica aerea degli Alleati (circa la metà del totale delle spese militari britanniche riguardò l'aviazione, mentre gli USA si fermarono al 35%) aveva rovesciato sulla Germania 1 356 828 tonnellate di bombe. Per quello che riguarda il Bomber Command, gli aerei più sfruttati furono i Lancaster, l'USAAF fu rappresentata invece per larga parte dai B-17 e dai Liberator. Il prezzo della guerra aerea fu alto non solo per le città tedesche: il Bomber Command ebbe un totale globale di 55 000 morti, 9 838 prigionieri, 8 403 feriti (la RAF, nel suo complesso, ne contò 79 281) e 6 440 aerei distrutti durante le sole missioni sulla Germania; l'USAAF invece registrò 11 687 velivoli precipitati sull'Europa centro-settentrionale.

### La guerra incendiaria

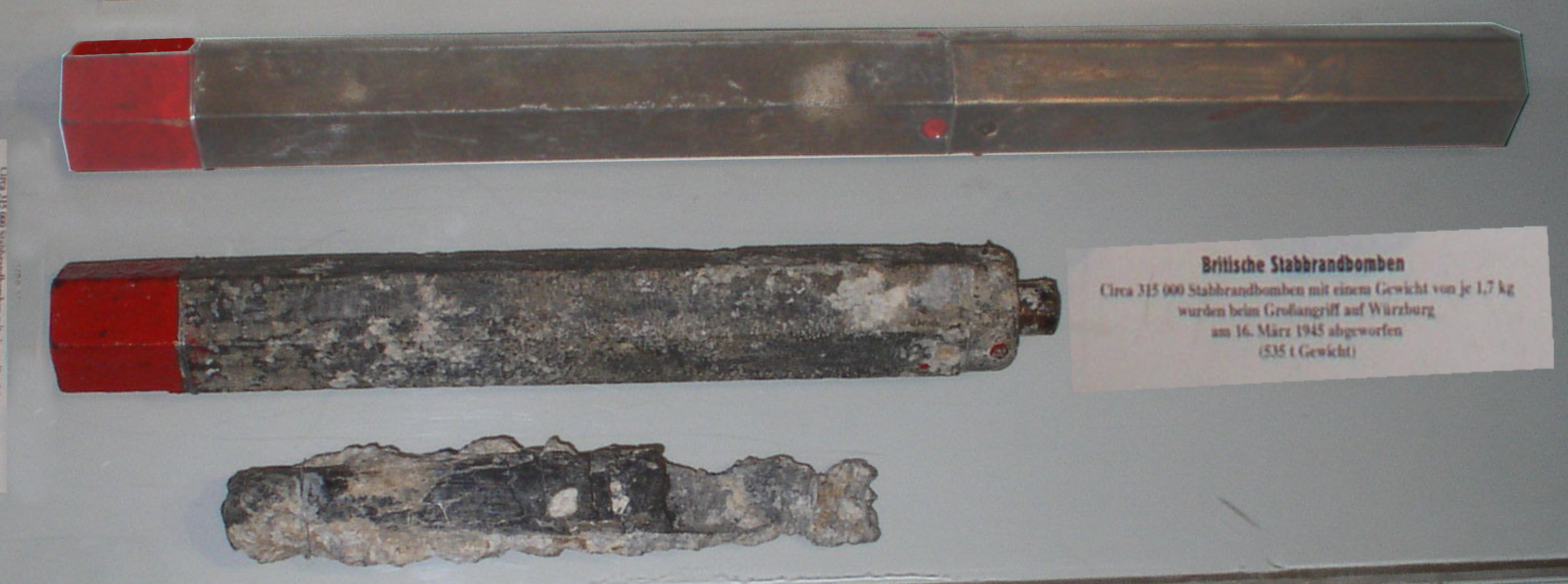
Lo spezzone incendiario britannico da 4 lb, l'arma principe della guerra aerea incendiaria durante la seconda guerra mondiale. Sopra: spezzone integro; centro: spezzone lanciato e inesploso; sotto: resti di uno spezzone bruciato.

Nel 1942 il dipartimento incendiario del ministero dell'Aeronautica britannico focalizzò l'attenzione sulle bombe incendiarie, più leggere, e quindi sganciabili in quantitativi maggiori, delle convenzionali bombe dirompenti, superate anche dal fatto che la bomba incendiaria poteva causare un processo di distruzione che si propagava da sé. Nei due anni precedenti questo tipo di bomba era stato usato in maniera non scientifica; ora invece la RAF, avvalendosi anche dell'aiuto dei vigili del fuoco, analizzò approfonditamente le città tedesche, individuandone planimetrie, muri tagliafuoco e barriere in grado di fermare le fiamme grazie alle ricognizioni fotografiche. Per intralciare e ritardare il lavoro dei pompieri tedeschi le bombe incendiarie erano precedute da bombe dirompenti che penetravano in profondità spaccando le tubature dell'acqua, che doveva quindi essere attinta dai fiumi o dai bacini di raccolta, ed erano accompagnate da bombe a scoppio ritardato.
L'opinione secondo cui le città erano più facili da bruciare che da far esplodere e che un incendio di dimensioni sufficienti avrebbe raggiunto entrambi gli obiettivi si consolidò solo nell'estate del 1943 (all'inizio l'incendio aveva il solo scopo di illuminare), dopo una lunga serie di prove e fallimenti. Nel 1940 la RAF gettò numerose striscioline di cellulosa e fosforo bianco sui campi agricoli e nelle foreste tedesche, ma i risultati non ripagarono le aspettative così l'anno successivo si riprovò con botti da 50 libbre (~ 23 kg) riempite di gomma e fosforo, ma ancora una volta i risultati furono deludenti, come invece non furono per un ordigno da 30 lb (~ 14 kg) contenente benzolo e caucciù, sganciato fino al 1944 in tre milioni di esemplari prima di essere dichiarato obsoleto in favore della nuova versione dello spezzone incendiario più efficace della guerra aerea, quello da 4 lb (~ 2 kg): sganciato in ottanta milioni di unità, era ricoperto da elektron e aveva un detonatore che accendeva diciassette pasticche di termite; testato già nel 1936, modificato nel 1942 con l'aggiunta di piccole cariche dirompenti, dal 1944 cominciò ad essere usato a grappoli.

### Moral bombing
Giocare la carta del bombardamento strategico per decidere le sorti di una guerra dall'aria era stata un'idea del primo ministro del Regno Unito Winston Churchill già ai tempi della prima guerra mondiale, quando era ancora ministro degli Armamenti. Egli aveva previsto infatti per il 1919 un attacco aereo su Berlino con mille bombardieri, progetto che poi, sia per l'impossibilità pratica sia per la fine della guerra avvenuta nel 1918, non andò mai in porto. Come Churchill, anche il capo di stato maggiore della RAF durante il primo conflitto mondiale, Hugh Trenchard, era convinto che si potesse spezzare la volontà di resistenza del nemico solo dall'aria colpendo le città. L'occasione per Churchill si ripresentò il 24 agosto 1940 quando un paio di equipaggi fuori rotta della Luftwaffe (l'aeronautica militare tedesca), scaricarono per errore delle bombe sopra Londra. Adolf Hitler aveva categoricamente vietato di bombardare la città, ma il premier britannico ne approfittò per ordinare al Bomber Command una rappresaglia su Berlino (si era nel corso della battaglia d'Inghilterra). L'operazione, osteggiata dallo stesso capo di stato maggiore della RAF Cyril Newall per la mancanza di preparazione degli equipaggi, si rivelò un fallimento totale, difatti la prospettiva di attacchi in forza sul suolo germanico non si verificò prima del 1942.

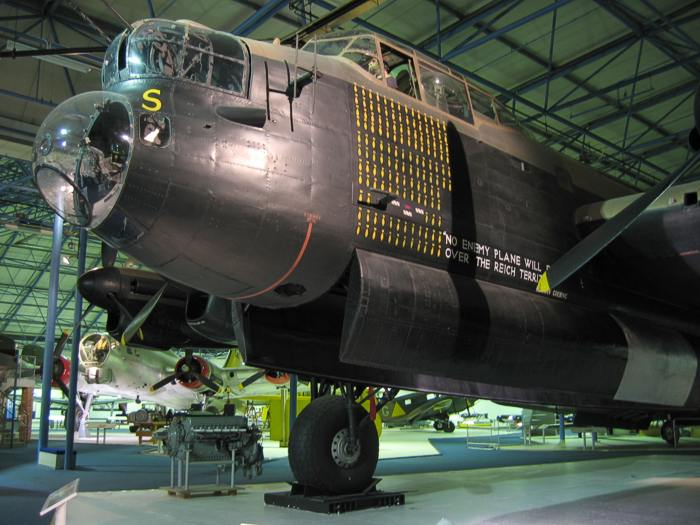
Il muso di un Avro Lancaster, il bombardiere più usato dal Bomber Command durante la seconda guerra mondiale, fotografato nel 2003. Si noti sotto la cockpit la frase "No enemy plane will fly over the Reich territory" ricalcante, in segno di scherno, le parole del capo della Luftwaffe Hermann Göring.

Fu proprio durante la battaglia d'Inghilterra (e dopo l'eliminazione, decisa da Churchill, della regola che vietava di bombardare i civili) che la RAF si rese conto che l'unica arma in quel momento in grado di colpire la Germania erano le bombe, a cui fu assegnato il compito di far vacillare il morale dei cittadini e di annientare la produzione industriale e di carburante del Terzo Reich. Il numero di velivoli comunque era ancora limitato e nel 1940 non si poté fare di più dell'irrilevante operazione Abigail Rachel (134 bombardieri su Mannheim). Nella prima metà del 1941 la RAF spostò i suoi obiettivi sulle scorte petrolifere e sui sommergibili tedeschi, ma i risultati non furono brillanti e comunque erano strettamente correlati al massimo splendore lunare e a buone condizioni meteorologiche. L'industria tedesca, per giunta, assorbì bene i danni. Secondo una direttiva del 9 luglio 1941, quando la Wehrmacht aveva già iniziato l'invasione dell'Unione Sovietica, al Bomber Command fu assegnato come obiettivo primario il sistema dei trasporti e il compito di «abbattere in generale il morale della popolazione civile, soprattutto quello degli operai dell'industria»: era questo il "moral bombing".
Nonostante il rapporto che il segretario del gabinetto di Guerra David Bensusan-Butt stilò in agosto evidenziando la scarsissima precisione degli equipaggi, il capo di stato maggiore della RAF Charles Portal sottopose a Churchill, il 29 settembre 1941, un piano per distruggere «la volontà di resistenza dei tedeschi» colpendo direttamente la popolazione civile, ma Churchill rifiutò visto che per raggiungere lo scopo si sarebbero dovuti mettere in campo 4.000 bombardieri, quattro volte cioè il numero di quelli disponibili. Portal si ripeté il 14 febbraio 1942 annunciando agli equipaggi: «È stato stabilito che l'obiettivo principale della vostra operazione sia il morale della popolazione civile nemica e in particolare degli operai delle fabbriche. [...] I bersagli sono le zone residenziali e non per esempio i cantieri navali o aeronautici. Questo deve essere chiaro.» Tali parole erano frutto, più che di una vendetta per la battaglia d'Inghilterra, dell'incapacità degli equipaggi dei bombardieri di trovare specifici obiettivi militari e industriali. Perfettamente d'accordo con Portal era Arthur Harris, nuovo comandante in capo del Bomber Command dal 22 febbraio 1942. Il primo bombardamento a tappeto riuscito sulla Germania fu quello di Lubecca della notte del 28 marzo 1942 a cui seguì la gigantesca operazione Millennium che, sebbene avesse provocato gravi danni solo a Colonia, dimostrò i progressi fatti dai bombardieri di Harris. Sebbene a prezzo di gravi perdite e di vari insuccessi (tra tutti la battaglia aerea di Berlino ed il raid su Norimberga), l'assenza degli scrupoli che l'avevano tenuto a freno e le innovazioni nel campo della navigazione permisero al Bomber Command di provocare nel 1943 (anno in cui la battaglia della Ruhr rese lampante la sua funzione strategica) circa 100.000 vittime a fronte delle 6.800 del 1942, con incursioni sempre più veloci fino a distruggere nel 1945 città come Würzburg in soli diciassette minuti.

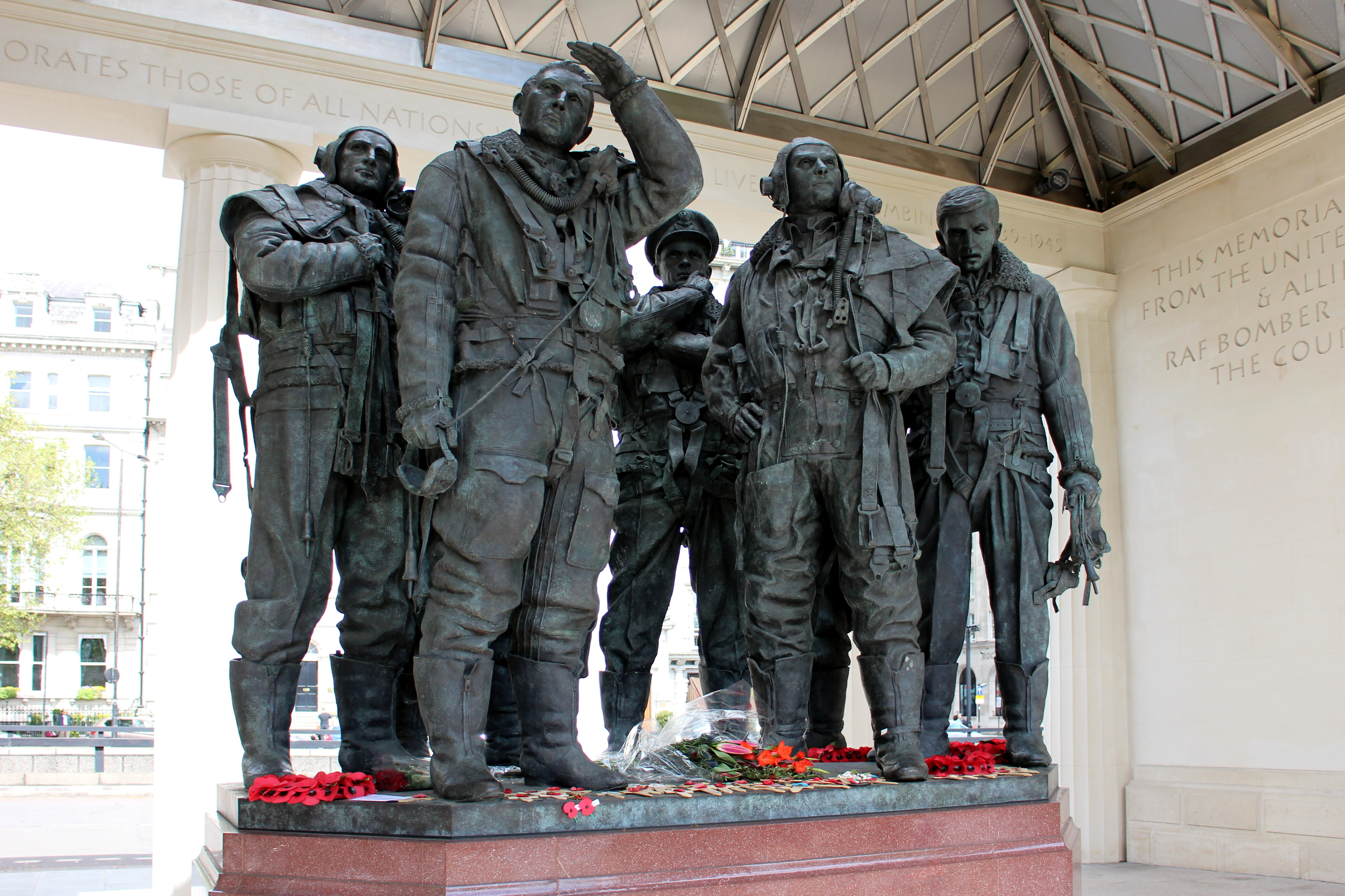
Particolare del Memoriale del RAF Bomber Command a Londra, dedicato agli equipaggi del Bomber Command della seconda guerra mondiale.

Un rafforzamento della campagna aerea si ebbe dopo che la conferenza di Casablanca del gennaio 1943 sancì l'inizio dell'offensiva combinata USAAF-RAF sulla Germania (operazione Pointblank). Per avere campo libero sui cieli nemici l'USAAF si concentrò sui caccia tedeschi e su tutto ciò che vi ruotava attorno (aeroporti, fabbriche aeronautiche, riserve di carburante – in questo senso andò ad esempio l'operazione Argument) mentre la RAF continuò a martellare le città. Quando la Jagdwaffe (la forza che racchiudeva i caccia della Luftwaffe) cadde in ginocchio più che altro per la carenza di piloti piuttosto che di mezzi, dall'autunno 1944 la popolazione della Germania si ritrovò permanentemente esposta alle bombe, difatti la guerra aerea raggiunse l'apice dell'intensità negli ultimi quattro mesi di guerra (febbraio-maggio 1945). In definitiva la missione che si erano prefissi Portal prima ed Harris poi, affiancati dai generali statunitensi, raramente riuscì nell'impresa di debilitare l'industria, il morale, le comunicazioni e le energie delle città tedesche, e questo perché i bombardamenti riusciti furono una minoranza se rapportati al loro elevatissimo numero. La guerra aerea degli Alleati contribuì in maniera significativa e decisiva ad un accorciamento dei tempi della guerra solo dal 1944 in poi, quando il prendere di mira il carburante e i trasporti rese inoperanti le fabbriche ancora attive e mutilò sia la Wehrmacht che la Luftwaffe, con quest'ultima che fino a quel momento era riuscita a difendere i più importanti obiettivi specifici della Germania, cioè proprio i centri di produzione di carburante e le vie di comunicazione.
Il governo del Regno Unito negò ufficialmente che i propri bombardieri provocassero la morte in massa dei civili tedeschi, non affermando però che le distruzioni riguardassero solo obiettivi militari. Nel 1944 il 90% dei cittadini intervistati di sua maestà britannica dichiarò di non essere a conoscenza del fatto che venissero bombardati i centri cittadini tedeschi, mentre la Chiesa anglicana non riuscì ad assumere una posizione univoca sui bombardamenti. Il 28 marzo 1945 Churchill prese le distanze dalla conduzione della guerra aerea scrivendo al generale Eisenhower chiedendosi se «sia giunto il momento di verificare se le città tedesche vengono bombardate solo per aumentare il terrore, per quanto questi attacchi siano motivati con altri pretesti.» Il moral bombing venne fatto passare come un'idea di Harris, il quale si difese in seguito affermando che «fino ad allora Churchill si era adoperato con vigore affinché tutte le città tedesche venissero distrutte una dopo l'altra.»
In realtà all'epoca le incursioni notturne del Bomber Command in generale furono apprezzate dalla popolazione britannica ed elevarono il morale in patria; in parte disinformati da un'abile campagna propagandistica del governo britannico, i civili in maggioranza erano compiaciuti dei risultati raggiunti dai bombardamenti terroristici sulle città tedesche come Colonia e Amburgo. In alcuni casi c'erano preoccupazioni per eventuali rappresaglie, ma il recente ricordo dei bombardieri tedeschi favoriva il consenso e annullava le critiche alla politica di guerra del gabinetto Churchill..
Quanto agli equipaggi del Bomber Command, essi erano interamente coinvolti nelle loro impegnative e pericolose missioni; in gran parte non manifestavano scrupoli morali per i loro attacchi ma al contrario erano convinti di svolgere un compito decisivo che avrebbe «accorciato la guerra» e «salvato la vita di migliaia di soldati alleati»..

### Appoggio all'offensiva terrestre

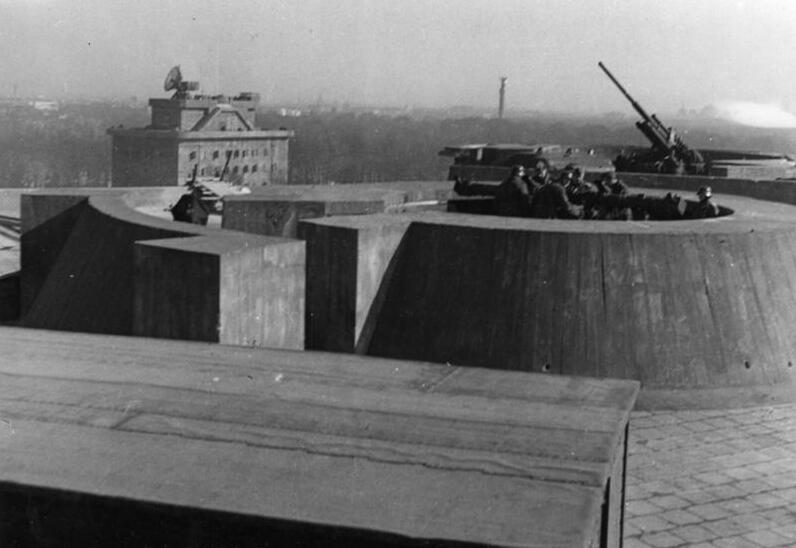
Postazione contraerea al Zoologischer Garten Berlin nell'aprile 1942. Sullo sfondo è visibile un radar.

Quando tutte le città principali erano state bombardate e incendiate, e la Luftwaffe non era in grado di opporre una valida resistenza, le forze aeree Alleate rimodularono le loro priorità assumendo funzioni di appoggio tattico alle truppe terrestri in avanzata.
Quattro mesi prima dello sbarco in Normandia il generale Eisenhower, comandante del Supreme Headquarters Allied Expeditionary Force (SHAEF – quartier generale supremo delle forze di spedizione Alleate) ordinò un'"offensiva sui trasporti", pianificata dal professore Solly Zuckerman, che, dopo essere passata in Francia e in Belgio, in autunno si spostò su stazioni, impianti di smistamento, materiale rotabile, strade, ponti, canali e fiumi della Germania.
Il 16 novembre 1944 la più grande operazione aerea Alleata di supporto all'avanzata terrestre rovesciò sui centri lungo il fiume Roer e sui capisaldi della Wehrmacht nella foresta dell'Hürtgen 10 000 tonnellate di bombe, ma nonostante gli sforzi le forze aeree non sbriciolarono il fronte occidentale costringendo gli Alleati a chiedere a Stalin, a dicembre, di iniziare un'offensiva per alleggerire la pressione sul loro fronte. Con un esercito da proteggere impegnato sul fronte, gli statunitensi diminuirono i presunti "bombardamenti mirati" concentrandosi, come chiese il comandante dell'United States Strategic Air Forces in Europe Carl Spaatz, su obiettivi civili che davano forza alle retrovie nemiche. A questo scopo entrarono in gioco ingenti formazioni di cacciabombardieri che, attaccando obiettivi terrestri da basse quote (strafing), eseguirono un lavoro di lima alle incursioni dei bombardieri inviati a spianare la strada agli eserciti Alleati come durante l'operazione Veritable, quando vennero incendiate, come ogni paese che fosse d'intralcio alla chiusura della sacca della Ruhr, Xanten, Wesel e Dinslaken.
Classificato come un attacco alle "stazioni di smistamento" fu anche quello del 12 marzo 1945 a Kolberg, dove erano ancorate numerose navi usate dalla popolazione per fuggire dall'avanzata dell'Armata Rossa. La città fu colpita per intero e tredici battelli carichi di persone colarono a picco.
Questo tipo di attacchi continuò fino alla fine della seconda guerra mondiale in Europa.

## Bombardamenti sulle città

### Germania settentrionale

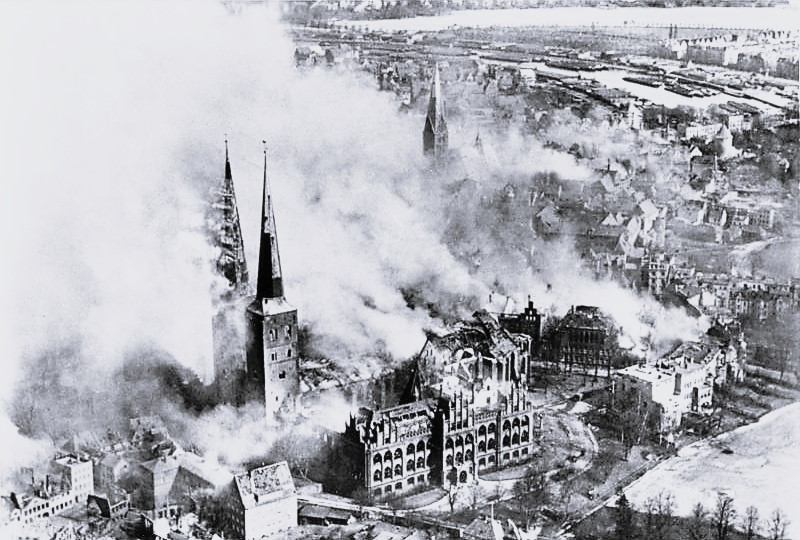
Effetti del bombardamento di Lubecca del 28 marzo 1942, il primo bombardamento a tappeto riuscito sulla Germania. Nell'immagine in particolare si nota il Duomo di Lubecca.

Il bombardamento di Lubecca effettuato dal Bomber Command della Royal Air Force (RAF – l'aeronautica militare britannica) nella notte del 28 marzo 1942 fu il primo bombardamento a tappeto riuscito sulla Germania. La città era un importante porto marittimo e ospitava le fabbriche aeronautiche Dornier, che tuttavia rimasero illese, mentre andò distrutto il 30% della città (l'80% del centro storico) e morirono 312 persone, mentre la produzione industriale subì solo un lieve rallentamento. Rostock, obiettivo seguente del Bomber Command, fu oggetto di una serie di attacchi protrattisi dalla notte del 23 a quella del 26 aprile 1942 che rovinarono gran parte della città vecchia e provocarono 40 000 senzatetto, causando danni anche alle fabbriche Arado ed Heinkel che tuttavia, come a Lubecca, non subirono una significativa flessione della produttività industriale.
L'Arado venne nuovamente presa di mira assieme alla Focke-Wulf il 9 ottobre 1943 dall'VIII Bomber Command della Eighth Air Force statunitense (8AF – ottava forza aerea) che volò sopra Anklam e Marienburg. Circa metà delle bombe colpì gli obiettivi ma Anklam fu spazzata via per errore per due terzi insieme a 400 vite umane; l'Arado risultò distrutta all'80% e la produzione fu ricollocata a Neustadt-Glewe. L'8AF sferrò il suo più sanguinoso attacco (in termini di vite umane) fino a quel momento circa un anno dopo, il 6 ottobre 1944, ai danni di Stralsund, città dalla scarsa rilevanza militare ma designata come obiettivo alternativo al centro di sperimentazione delle V2 di Peenemünde. Quel giorno i B-17, non trovando gli impianti di idrogenazione di Stettino-Police, dirottarono su Stralsund facendo un migliaio di morti.

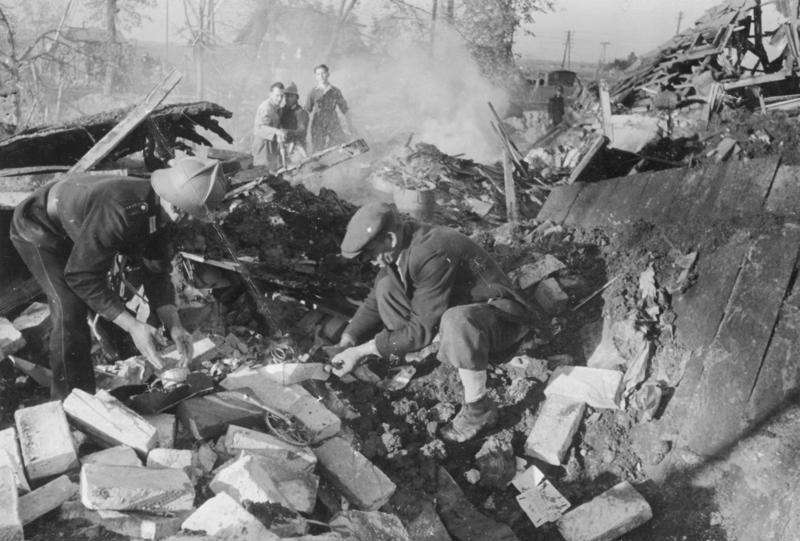
Soccorsi al lavoro ad Amburgo dopo un attacco del Bomber Command.

Stettino, oggetto di interesse dei bombardieri britannici dall'inizio della guerra, costituiva un obiettivo allettante per gli Alleati a causa delle fabbriche navali oltre che per il vicino impianto di idrogenazione per il carburante aereo di Police. Il 21 aprile 1943 i Lancaster e gli Halifax della RAF devastarono, non senza gravi perdite, centinaia di migliaia di metri quadri del centro, salvato dalla distruzione totale solo dalla bonaccia, che invece non ci fu la notte del 6 gennaio 1944 e, soprattutto, la notte tra il 16 e il 17 agosto; due settimane dopo Stettino contava un totale di 2 430 morti e una distruzione pressoché totale, una sorte a cui andò incontro anche Danzica il 26 marzo 1945. Un altro porto di estremo interesse per gli Alleati era quello di Kiel, sede di numerose fabbriche di armamenti, navali, ferroviarie e di strumenti di precisione. Le prime bombe caddero nell'estate 1940 aumentando nel 1941 per calare nel 1942, salvo poi causare terribili danni nel 1943, anno in cui, il 13 dicembre, venne toccata per la prima volta la zona abitativa e non quella industriale demolendo circa il 50% degli edifici. A guerra finita Kiel contava il 78% della città ridotto in macerie.
Amburgo fu oggetto di un totale di 213 incursioni aeree durante la guerra: 112 di queste si verificarono tra il 1940 e il 1941 e causarono 751 vittime, mentre le 65 occorse tra il 1944 e il 1945 fecero 5 390 morti; vennero sganciate all'incirca 1,7 milioni di bombe, quasi una per abitante. Le devastazioni maggiori furono portate dal Bomber Command nel luglio 1943 nel corso dell'operazione Gomorrah che distrusse il 73,97% della città uccidendo oltre 40 000 cittadini. Brema fu attaccata sin dal 1940 con distruzioni sempre più pesanti nel corso degli anni, scampando per poco all'operazione Millennium britannica (a cui parteciparono 1 006 bombardieri) della notte tra il 25 il 26 giugno grazie a una spessa coltre di nubi in cielo; l'attacco più pesante della guerra Brema lo accusò invece tra il 18 e il 19 giugno 1944. A guerra terminata era stato raso al suolo l'85% dell'area abitativa grazie a 890 000 bombe. Gravissimi danni vennero arrecati, sempre dalla RAF, anche a Emden (66% della città distrutto) e Königsberg.

Il viadotto di Schildesche dopo l'attacco del 617º squadrone della RAF del 14 marzo 1945. Si notino i crateri causati dalle bombe lanciate nei precedenti tentativi di demolire la struttura.

Il 38% della città vecchia di Paderborn venne polverizzato il 27 marzo 1945 dal Bomber Command per impedire che dalla città partissero azioni di disturbo contro la campagna militare della Ruhr; in precedenza, il 17 gennaio, l'8AF condusse l'attacco che provocò più morti (239) nel corso della guerra, ma i bombardamenti si erano intensificati sin dal 1943. A Minden la stessa 8AF danneggiò il 6 dicembre 1944 la cattedrale, ma più gravi danni al centro storico arrivarono in seguito al bombardamento del 28 marzo 1945. Dopo settantanove incursioni (la prima degna di nota avvenne il 20 giugno 1942 e l'ultima nella Domenica delle Palme del 1945) Osnabrück divenne una delle città più devastate in assoluto dalla guerra aerea: andò in frantumi infatti il 65% degli edifici e il 94% della città vecchia; il numero più alto di morti (241) si ebbe dopo l'attacco statunitense del 13 maggio 1944.
Dal settembre 1944 le operazioni di bombardamento aereo si concentrarono sulle vie di comunicazione tedesche per facilitare la futura invasione del Reich dal fronte occidentale. La direttrice ferroviaria che porta dalla Ruhr alle città anseatiche passa per la già citata Osnabrück, stazione di smistamento in posizione cruciale, puntando poi verso Berlino via Soest (annientata con la sua stazione ferroviaria nel corso di una serie di attacchi iniziati il 4 dicembre 1944), Paderborn e Altenbeken, località quest'ultima sede di un importante viadotto (distrutto nel novembre 1944 e nel febbraio 1945); quando altri due viadotti (Schildesche e Arnsberg) furono resi inservibili dalle forze aeree Alleate il traffico venne deviato sui percorsi Detmold-Herford-Bielefeld est e Paderborn-Hildesheim, determinando il bombardamento di Herford, Bielefeld (entrambe il 26 novembre) e Hildesheim (22 febbraio 1945).
Münster fu duramente toccata dai bombardieri statunitensi il 10 ottobre 1943 e un altro centinaio di volte prima della fine della guerra (specialmente il 30 settembre e il 22 ottobre 1944) con oltre 1 294 morti complessivi e il 90% del centro storico ridotto in macerie. La quinta zona industriale della Germania, quella di Hannover, crocevia del traffico tra i quattro punti cardinali della Germania nonché luogo di produzione di carri armati, pezzi di artiglieria e di aerei, pneumatici, veicoli Hanomag e benzina, fu duramente tartassata dai bombardieri Alleati che fecero della capitale della Bassa Sassonia la città importante più sfigurata dalla guerra aerea, a cui fece compagnia Braunschweig, il cui 90% del centro storico andò perso.

### Germania meridionale

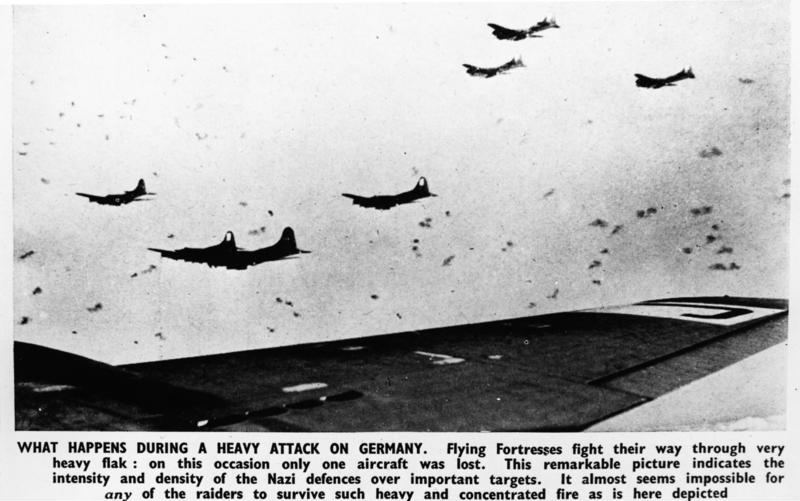
Formazione di bombardieri statunitensi sotto il fuoco della contraerea nel 1942.

La sacca di Colmar dove era rimasta intrappolata la 19ª armata della Wehrmacht era chiusa tra Strasburgo a nord e Belfort a sud; in mezzo stava Friburgo, estranea al Bomber Command fino al 27 novembre 1944 a causa dell'assenza di importanti industrie e della lontananza della città dagli aeroporti di partenza. Quel giorno i bombardieri britannici trasformarono, in venticinque minuti, la città vecchia in un cumulo di macerie causando 2 700 vittime, ma gli impianti ferroviari vennero mancati del tutto. Il 5º gruppo, la formazione d'élite del Bomber Command, il 16 marzo 1945 evidenziò con delle bombe illuminanti verdi il perimetro del centro della città di Würzburg (obiettivo di riserva di altre località), poi fu il turno delle bombe incendiarie usate per illuminare il bersaglio, demarcato nuovamente da bombe illuminanti rosse confermate da altrettante bombe gialle. L'inesperienza dei vigili del fuoco e della popolazione – Würzburg era stata attaccata poche volte fino ad allora – fece sì che morirono 5 000 su 107 000 abitanti; nonostante questa sciagura i soldati tedeschi resistettero sei giorni prima di cedere la città agli statunitensi. Lo stesso giorno in cui andò in fiamme Würzburg venne appiccato il fuoco anche ad alcuni isolati della parte sud di Norimberga, salvatasi quasi del tutto dai bombardamenti fino al gennaio 1945. La prima incursione di un certo peso eseguita dal Bomber Command (notte tra il 28 e il 29 agosto 1942), infatti, fu molto imprecisa; la notte tra il 30 e il 31 marzo 1944 vennero abbattuti circa 90 su 795 aerei inviati a colpire la città, uscita dall'attacco con danni marginali: mai fino ad allora e mai più nel corso della guerra il Bomber Command subì così tante perdite in una sola missione. Le fortezze volanti statunitensi ebbero invece più fortuna il 3 ottobre e Norimberga accusò il colpo di grazia il 2 gennaio 1945 per mano del Bomber Command, che distrusse anche le strutture della MAN.
La MAN aveva una filiale anche ad Augusta che produceva motori per sommergibili, colpita il 17 aprile 1942 da meno di otto aerei britannici che riuscirono solamente a provocare leggeri ritardi alla consegna dei propulsori. A testimonianza del cambiamento della guerra aerea nel corso degli anni, il 25 febbraio 1944, ultimo giorno dell'operazione Argument, la Eighth Air Force uccise 380 operai (in gran parte lavoratori coatti) della Messerschmitt, il cui campo di aviazione nel sobborgo di Haunstetten venne centrato il successivo 13 aprile verso mezzogiorno; verso le 23:00 apparve invece il Bomber Command che fece circa metà delle 1 449 vittime totali di Augusta dovute alla guerra aerea. Senza bunker antiaerei e con pochi rifugi, il giorno successivo 80 000 persone abbandonarono la città. Nel 1942 Monaco di Baviera sopportò senza difficoltà i 149 morti seguiti ad un attacco di ottantanove quadrimotori britannici, ma la situazione si fece più preoccupante fra il marzo e il settembre 1943 fino ad arrivare al 25 aprile 1944, quando il 5º gruppo del Bomber Command scatenò vari e grandi incendi in città, imitato a luglio, settembre e ottobre dagli statunitensi a cui seguirono nuovamente i britannici. Il 19 gennaio 1945 si verificò il quarantaquattresimo dei settantatré attacchi totali su Monaco, dove si contarono a guerra conclusa 6 632 vittime.
La prima incursione su Stoccarda ebbe luogo il 1º dicembre 1941. Quasi tre anni dopo il 5º gruppo del Bomber Command riuscì a provocare una tempesta di fuoco di 5 km² di area che, sommata alle distruzioni dovute agli altri cinquantadue attacchi che la colpirono, ridusse in cenere il 68% del centro della città di Stoccarda. Non lontano anche Heilbronn, priva di fabbriche ed obiettivi militari e per questo catalogata dalla contraerea tedesca tra le città di seconda classe, andò incontro alla distruzione, il 4 dicembre 1944: in questo giorno andò perso l'82% del centro cittadino e morì l'8,3% della popolazione.

### Germania occidentale
Il punto di riferimento delle missioni di bombardamento Alleate sulla Germania occidentale fu il fiume Reno, facile da individuare. Tra Emmerich e Breisach furono ventitré le città pesantemente bombardate dall'aria: Rees, Xanten, Wesel, Dinslaken, Krefeld, Duisburg, Düsseldorf, Neuss, Leverkusen, Colonia, Bonn, Coblenza, Rüdesheim, Bingen, Magonza, Wiesbaden, Worms, Mannheim, Ludwigshafen, Karlsruhe, Kehl e le già citate Emmerich e Breisach.

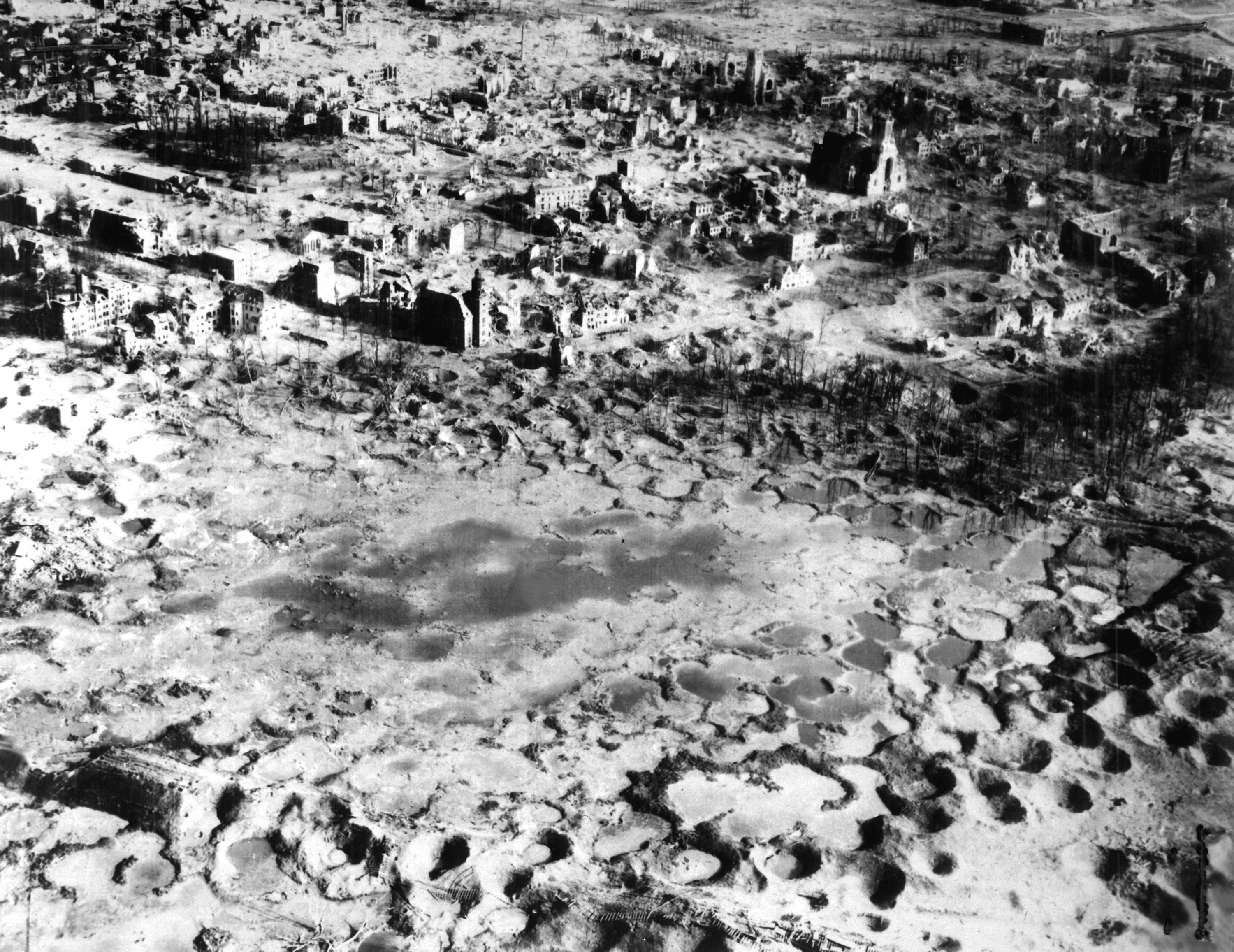
I resti di Wesel nel marzo 1945.

Emmerich fu distrutta il 7 ottobre 1944 dopo la fine dell'operazione Market Garden, Rees cadde in macerie per l'85% il 16 febbraio 1945 e cinque giorni dopo Xanten subì la stessa sorte. Il 16 febbraio fu polverizzata Wesel, colpita di nuovo il 19 dello stesso mese, mentre Dinslaken cadde il 23 marzo nell'ambito delle operazioni di attraversamento del Reno. La zona attorno Duisburg, oggetto di un totale di 299 attacchi, era sede della più vasta zona industriale della Ruhr. Il Bomber Command volle daro un chiaro segnale di cosa sarebbe spettato alle città che avessero offerto resistenza agli eserciti Alleati, per cui nella notte tra il 14 e il 15 ottobre 1944 l'operazione Hurricane sganciò 9 000 tonnellate di bombe (cifra che nessuna città aveva ancora sopportato in una notte) provocando 3 000 vittime tra gli abitanti di Duisburg (fino a quel momento i morti erano stati, dall'inizio della guerra, 1 576). Tra il 27 ottobre e il 1º novembre 9 000 tonnellate di ordigni spettarono anche a Colonia, già segnata dall'operazione Millennium del 1942, tra il 16 giugno e il 9 luglio 1943 (4 377 morti e 230 000 senzatetto) e nella primavera del 1944; quando il 6 marzo 1945 gli statunitensi entrarono in città, vi erano rimasti solo 10 000 dei 768 000 abitanti della città prebellica. Krefeld andò distrutta al 97%, accusando i colpi più pesanti nel febbraio 1945 durante le solite operazioni di supporto all'attraversamento del grande fiume tedesco.
A Düsseldorf le forze aeree Alleate causarono 5 863 morti. Nel 1944 la popolazione era dimezzata dopo attacchi come quello della notte precedente il sabato di Pentecoste del 1943 che lasciò senza casa 140 000 persone, ne ferì altre 300 000 e ne uccise 1 300; nonostante dopo l'ultima missione dell'11 marzo 1945 risultasse integro solo il 7% dei negozi e delle abitazioni, la Wehrmacht resistette per quasi due mesi quando gli Alleati tentarono di occupare la città. Andò meglio invece a Neuss, ancora in piedi per due terzi dopo 136 incursioni aeree. Bonn rimase relativamente illesa fino al 18 ottobre 1944, quando il maltempo, il fatto di essere una città sul Reno e la necessità di sperimentare il sistema di radionavigazione britannico G-H la privarono del centro storico. Sebbene priva di industrie belliche e di importanti vie di comunicazioni, anche Coblenza venne usata per testare il G-H, e nell'autunno 1944 la città subì uno dei bombardamenti a tappeto più precisi di tutta la guerra che, oltre a fare 120 vittime, ridusse in macerie l'85% della città vecchia. Anche piccoli centri come Bingen, Bingerbrück e Rüdesheim vennero prese di mira dagli Alleati, nello specifico dall'USAAF.

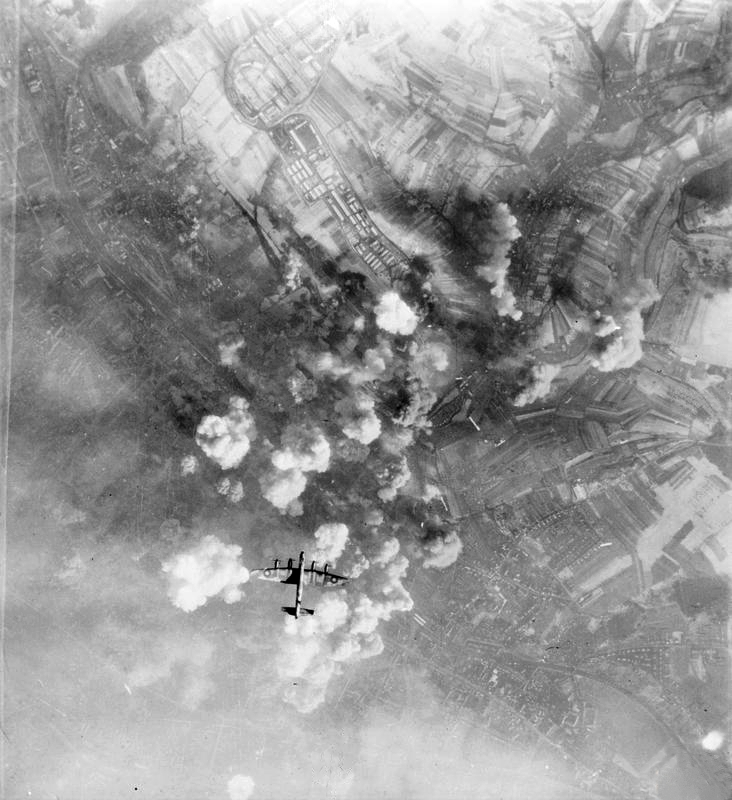
Treviri, 23 dicembre 1944: il Bomber Command bombarda la città; tra le esplosioni delle bombe è visibile la stazione centrale.

Il Bomber Command compì due pesanti attacchi su Magonza il 12 e il 13 agosto 1942. Il 1943 passò tranquillo ma nell'autunno 1944 la città dell'attuale Renania-Palatinato capitò nelle retrovie del fronte occidentale, e come tale venne sorvolata da numerosi bombardieri che per la fine della guerra privarono 3 500-3 800 persone della vita: un tasso di mortalità doppio rispetto alla media nonostante la città disponesse di ottime strutture difensive. Wiesbaden venne tenuta d'occhio sia dagli statunitensi che dai britannici per via delle fabbriche chimiche Kalle, ma fino al febbraio 1945 sulla città si abbatterono per lo più bombe isolate frutto di incursioni occasionali, e proprio questa "fortuna" catapultò la città dell'Assia tra quelle da distruggere: dopo l'incursione del 3 febbraio 1945 dei bombardieri Lancaster i senzatetto erano 28 000 e il centro della città risultava carbonizzato.
Mannheim fu il primo centro abitato a subire un serio attacco incendiario (1940, operazione Abigail Rachel) ma a guerra finita contò 1 700 vittime, vale a dire lo 0,6% della popolazione, circa la metà della media, grazie anche ai numerosi bunker che garantirono protezione a tutti i 284 000 abitanti. Le fabbriche BASF e le numerose vie di comunicazione misero Ludwigshafen al centro di 124 attacchi aerei che, oltre a fare 1 778 morti, determinarono il crollo di quasi tutte le chiese, scuole, fabbriche e di metà delle abitazioni. Undici attacchi di più (135) e un simile numero di perdite le subì Karlsruhe, anche se le industrie DAW (Deutsche Waffen und Munitionsfabriken) non vennero danneggiate fino alla fine del 1944. Più di Breisach (130 incursioni tra l'ottobre 1944 e l'aprile 1945) venne sfigurata Aquisgrana, con una scala di distruzioni alzatasi significativamente dopo la metà del 1943. Rilevanti furono i danni seguiti all'attacco della notte fra il 13 e il 14 luglio 1943 condotto dal Bomber Command, che tornò a colpire il 12 aprile 1944 (61% delle case crollate e circa 1 500 morti) e alla fine di maggio, quindi entrarono in scena anche gli statunitensi e per la Vigilia di Natale i ricognitori dell'USAAF riportarono che «tutta Treviri è in fiamme». Ben due terzi dei 1 234 morti di Saarbrücken si devono a soli quattro attacchi aerei Alleati, in primis quelli dell'11 maggio e della notte tra il 5 e il 6 ottobre 1944 quando, in quest'ultima data, esplosero le cisterne di carburante della stazione ferroviaria che propagarono l'incendio a buona parte del centro abitato.
Ad essere annientata fu anche Kaiserslautern. Al nono posto delle città tedesche più colpite dalla guerra aerea si trova Essen: la città fu sotto attacco per trentanove mesi e la Krupp era come una calamita per il Bomber Command. Nell'autunno 1944, durante la cosiddetta "seconda campagna della Ruhr", il 23 e il 25 ottobre caddero sulla fabbrica un totale di 1 305 bombe dirompenti e 10 000 incendiarie e sulla città un milione di spezzoni incendiari; l'11 marzo 1945 1 079 quadrimotori britannici rovesciarono 4 661 tonnellate di ordigni su Essen. A guerra conclusa rimanevano in piedi 5 000 edifici su 65 000 ed erano morte 6 384 persone. La linea del fronte terrestre non risparmiò neanche le piccole città del Sauerland, che a partire dalla primavera 1945 videro i cacciabombardieri Alleati distruggere località come Bad Fredeburg. Dortmund contribuì alle devastazioni della Ruhr con 27 000 tonnellate di bombe incassate (quasi la metà nei primi tre mesi del 1945).
La seconda tempesta di fuoco riuscita al Bomber Command, dopo quella di Amburgo, fu quella di Kassel della sera del 22 ottobre 1943. Qui, grazie ad un'accurata opera dei Pathfinder, 416 000 bombe incendiarie mandarono in rovina la città, isolata anche geograficamente e quindi impossibilitata a ricevere aiuti di altre squadre dei vigili del fuoco, carbonizzando il 61% della sua superficie mietendo dalle 6 000 alle 13 000 vittime. Una tempesta di fuoco simile si abbatté su Darmstadt il 12 settembre 1944, quando il 5º gruppo del Bomber Command, in assenza di reazione contraerea, applicò la tecnica a ventaglio uccidendo 12 300 persone.

### Germania orientale
La popolazione di Lipsia si era preparata bene per sopportare la campagna aerea degli Alleati. Nel 1934 erano già attive ventisette squadre per il recupero dei morti e nel luglio 1942 (mancavano ancora sei mesi al primo attacco) venne istituito un comitato che viaggiò nelle città della Germania già bombardate per studiare interventi utili. Alcune lacune nella preparazione e il bombardamento della notte tra il 3 e il 4 dicembre 1943 mandarono in fumo tutto l'impegno fino a quel momento dimostrato dalla popolazione, preparata ma incapace di difendersi. A Lipsia il Bomber Command inscenò uno dei bombardamenti incendiari più riusciti della guerra che ridusse in cenere il 41% delle abitazioni, facendo però poche vittime (1 815) rispetto ad altre città dove si scatenò una tempesta di fuoco.
Anche Magdeburgo, come altre città, subì le più dannose incursioni aeree nell'ultimo anno di guerra. La città, dopo i tredici attacchi del 1944, venne sorvolata nel tardo pomeriggio del 16 gennaio 1945 dalla Eighth Air Force che colpì una fabbrica e l'impianto di idrogenazione BRABAG, poi a sera fece capolino il Bomber Command. Dopo aver incorniciato gli obiettivi come da prassi con bombe luminose, i bombardieri britannici sganciarono le bombe "vere" uccidendo circa 4 000 magdeburghesi; escludendo le grandi metropoli tedesche, Magdeburgo è al primo posto nella classifica delle città distrutte con sei milioni di metri cubi di macerie.
Il 5 marzo 1945 Chemnitz bruciò per un terzo della sua superficie, due giorni dopo Dessau andò distrutta per l'84%, il 12 marzo stessa sorte si abbatté su Swinemünde mentre il 31 marzo cadde ad Halle un quinto delle abitazioni. A fine aprile erano ridotte in macerie anche Zerbst, Francoforte sull'Oder, Nordhausen, Potsdam e Halberstadt. Quest'ultima località fu, da gennaio, puntualmente sorvolata dagli statunitensi che tentarono senza successo di centrare la fabbrica Junkers. Il 19 febbraio venne colpita la ferrovia, ma le "giornate nere" di Halberstadt furono il 7 e l'8 aprile 1945: il 7 i cacciabombardieri statunitensi fecero saltare in aria un treno carico di munizioni che distrusse l'intero complesso ferroviario e l'8, non riuscendo a trovare Zerbst e Staßfurt, oltre duecento B-17 polverizzarono i tre quarti di Halberstadt.
Assieme ad Amburgo per il più alto numero di vittime sofferto da una città tedesca a causa della guerra aerea ci fu Dresda, dove nel febbraio 1945 viveva circa un milione di persone considerando anche gli sfollati di altre città. La notte del 13-14 febbraio 1945 circa 40 000 abitanti di Dresda caddero sotto le bombe del Bomber Command che usò la tecnica a ventaglio. Da poco lo SHAEF aveva ricominciato a prendere in considerazione il piano Thunderclap avanzato da Charles Portal alla fine dell'estate 1944: in pratica bisognava effettuare bombardamenti altamente efficaci e disastrosi nella Germania orientale per creare un fiume di profughi, già in fuga dall'Armata Rossa, che avrebbe intasato tutte le strade ponendo problemi di ordine pubblico e di approvvigionamento. L'idea allettava soprattutto i britannici dato che Churchill, nell'imminente conferenza di Jalta (4-11 febbraio), voleva dimostrare tutta la potenza della RAF ai sovietici, che presto avrebbero occupato i territori bombardati osservandone le macerie.
La battaglia aerea di Berlino fu solo un episodio della guerra aerea che si svolse sopra i cieli della capitale del Reich, comunque non colpita pesantemente come altre città e con in proporzione una percentuale di morti sulla popolazione (11 367 su quattro milioni di abitanti) pari a un terzo della media.

## Protezione e assistenza alla popolazione

### Rifugi antiaerei
La prima nazione su cui fu sperimentata la guerra aerea in modo sistematico fu la Germania. Per mano del solo Bomber Command si stima siano morti tra i 420 000 e i 570 000 cittadini tedeschi. Secondo l'ufficio federale di statistica di Wiesbaden, che prende come punto di riferimento i confini del Terzo Reich quali erano al 31 dicembre 1942, escludendo però Boemia e Moravia, i morti sarebbero stati in totale 635 000. Dieci milioni di persone divennero senzatetto e vennero distrutti 3 370 000 appartamenti d'abitazione. Quaranta agglomerati urbani, oltre a centinaia di piccoli centri, vennero annientati più del 50%.
Sotto le bombe degli Alleati caddero anche circa 42 000 lavoratori coatti costretti a lavorare nelle fabbriche del Reich. Sobborghi, villaggi, piccole città e baracche dei lavoratori stranieri avevano rifugi più scadenti rispetto ai centri abitati di maggiore importanza: solitamente erano presenti solo le trincee paraschegge, fossi schermati con il calcestruzzo. Ebrei, malati infettivi, prigionieri di guerra e lavoratori stranieri (coatti e non) non erano ammessi nei bunker. Dopo il proclama Badoglio dell'8 settembre 1943 il privilegio di accesso venne revocato anche agli italiani.
I tedeschi utilizzarono ogni riparo scavato nel sottosuolo per sopravvivere alla guerra aerea: cave, grotte, pozzi, magazzini a volta, cantine; un decreto dell'agosto 1939 impose a tutti i proprietari di immobili di convertire gli scantinati in rifugi antiaerei. Venne consigliato alla popolazione di andare a letto quanto più possibile vestita e con accanto una valigia contenente tutti i più importanti effetti personali. Quando le postazioni radar rilevavano una minaccia davano l'allarme agli uffici competenti delle città che a loro volta, con le sirene antiaeree o, dal 1943, con la filodiffusione, diffondevano una serie di suoni che potevano significare "possibile bombardamento, stare all'erta", "bombardamento certo, rifugiarsi nei ripari", "bombardamento probabilmente finito, si può uscire" o "pericolo cessato". La scelta dei bombardieri Alleati di percorrere rotte che rendevano arduo capire in anticipo quali fossero i bersagli avevano la conseguenza di estendere un permanente stato di preallarme in molte città della Germania, sicché con il tempo gli abitanti si abituarono al rischio senza reagire o passavano intere giornate nei bunker.
Per scongiurare al massimo di rimanere bloccati nelle cantine queste vennero rese intercomunicanti (nelle grandi città a spese dello Stato), ma il vero problema era il calore e i gas tossici prodotti dal fuoco (secondo il documento statunitense The United States Strategic Bombing Survey stilato alla fine della guerra, l'avvelenamento da monossido di carbonio fu la causa del 60-70% delle morti prodotte dai bombardamenti Alleati). Cantine di grandi dimensioni sotto edifici pubblici erano presenti per ospitare le persone sorprese dall'allarme aereo mentre erano in strada, e in prossimità di incroci stradali, fermate di mezzi di trasporto pubblici e zone particolarmente trafficate vennero scavate sotto terra delle gallerie di cemento, a volte riscaldate e attrezzate con letti. La popolazione preferiva però i bunker, più sicuri, creando peraltro gravi problemi di sovraffollamento degli stessi. Il rifugio migliore era comunque rappresentato dalle miniere a 10-12 metri di profondità rinforzate con cemento e acciaio, elettrificate, ventilate e igienizzate con un sistema per la rimozione degli escrementi. Ad Essen ad esempio, città con una tradizione mineraria, circa 58 000 persone potevano contare sulle miniere.
Il Führersofortprogramm varato il 10 ottobre 1943 aveva l'obiettivo di edificare rifugi antiaerei in settantanove città entro l'estate successiva per offrire riparo a mezzo milione di persone. I lavori tuttavia subirono dei ritardi dovuti alla costruzione del Vallo atlantico, e quando questo venne superato dagli Alleati dopo lo sbarco in Normandia altro materiale per i bunker fu dirottato verso la protezione delle industrie. Di conseguenza le località di primo livello per quello che riguardava la difesa antiaerea (Luftschutzorte I. Ordnung) ricevettero poco materiale a partire dal 1943 mentre quelle di secondo livello (Luftschutzorte II. Ordnung) erano in ogni caso escluse dagli aiuti statali. Di fronte all'assenza dello Stato furono altre istituzioni (come le SS) e singoli cittadini a mandare avanti l'edilizia dei bunker, anche se l'amministrazione del Reich non smise mai del tutto di fornire materiali perché la resistenza nei bunker era equiparata alla resistenza della Wehrmacht al fronte (i bunker però furono un ottimo mezzo di diffusione delle parole di critica verso il regime nazista). A livello sanitario i bunker avevano un piccolo pronto soccorso (a volte un vero e proprio ospedale in miniatura), una sala parto e uno spazio riservato alle donne incinte o in stato di post-parto. I gas tossici sprigionati dagli incendi venivano neutralizzati da appositi filtri e sia i ventilatori che il riscaldamento avevano un'alimentazione tripla a gasolio, manuale o elettrica. Tutte queste misure erano però annullate dall'eccessivo sovraffollamento delle strutture. A detta del The United States Bombing Survey l'impresa di fornire alla popolazione tedesca una tale quantità di strutture difensive (si contarono in totale 2 000-3 000 bunker) fu «il più immane programma edilizio di difesa civile, o passiva, di tutti i tempi.»
Con l'intensificarsi delle missioni di bombardamento degli Alleati la popolazione della Germania si sedeva davanti ai bunker sbarrando i passaggi ed impedendo una rapida occupazione del rifugio, già di per sé difficile a causa del panico sfociato in alcune occasioni in persone morte perché calpestate dalla folla. Solo alcune categorie di persone come ferrovieri, invalidi di guerra e malati potevano usufruire dei bunker, ma c'erano molti dubbi sull'equità delle assegnazioni che non vennero fugati nemmeno dall'introduzione, nel maggio 1944, delle tessere per i bunker.

### La "mobilitazione" dei civili

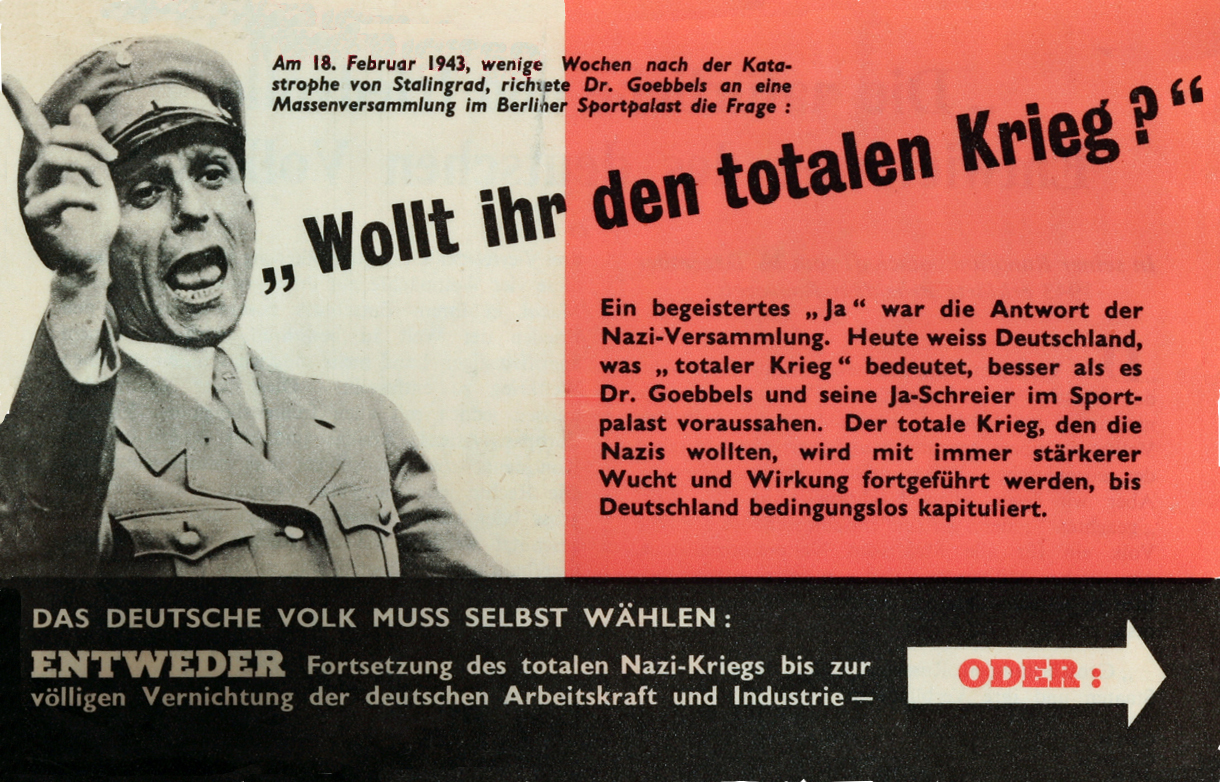
Volantino da "guerra psicologica" statunitense pronto ad essere lanciato in massa sulle città della Germania. Il testo ricorda al popolo tedesco gli effetti della guerra totale, intimandogli che se non avesse scelto da solo il proprio destino la guerra sarebbe continuata fino alla distruzione della Germania.

Il NSDAP associò la guerra aerea alla volontà della popolazione di continuare la guerra per vendicare i danni ricevuti. Stando al nazista Alfred Rosenberg, la guerra aerea aveva il merito di far partecipare attivamente il popolo al conflitto. Hitler sostenne in seguito che «quanto meno la popolazione ha da perdere, e tanto più fanaticamente combatterà.» Per rispettare gli ordini emanati dal ministro della Propaganda Joseph Goebbels i morti causati dagli attacchi aerei vennero chiamati "caduti", come i militari al fronte, e venivano sepolti con gli onori militari e, a volte, premiati con la Croce di Ferro alla memoria. I feriti potevano ricevere il distintivo omonimo. Il divieto introdotto non più tardi del 1944 di scavare fosse comuni, per garantire una degna sepoltura a tutti, rimase tuttavia disatteso a causa dell'insufficiente capacità dei cimiteri. L'idea originale del partito nazista era affidare la difesa delle città ai suoi abitanti, coordinati dal ministero dell'Aria che si avvalse della polizia e dei Luftgaukommando (comandi aerei territoriali) per mettere in pratica le disposizioni. Alla campagna per la riparazione e la prevenzione dei danni risposero circa venti milioni di tedeschi, per la maggior parte donne, inquadrati in compagnie corrispondenti al condominio di residenza (rinominati Luftschutzgemeinschaften – collettivi di difesa antiaerea) guidate da un Luftschutzwart (responsabile della protezione antiaerea); un isolato rappresentava un battaglione al cui comando stava un Blockwart (responsabile di isolato) e sei-dieci isolati costituivano un Untergruppe (sottogruppo); 15 000-20 000 persone formavano poi una divisione.
Alla compagnia, sorvegliata dal Luftschutzwart che riceveva anche un addestramento speciale, spettava il compito di oscurare e rinforzare il palazzo. Occorreva togliere legname e ogni oggetto inutile, controllare la compatibilità di eventuali pompe in giardino con le manichette dei vigili del fuoco, preparare sacchi di sabbia con cui spegnere il fuoco (gli spezzono incendiari erano facilmente neutralizzabili se presi singolarmente) e fare il massimo per prevenire il crollo del tetto, dove tra l'altro era posizionata una postazione di vedetta, non sempre presidiata a dovere durante i bombardamenti per il rischio di morte. Ispezioni periodiche verificavano l'operato dei condomini. Quando il pericolo cessava tutti, ragazzi e donne comprese, dovevano aiutare a salvare il salvabile segnalando anche eventuali ordigni inesplosi.
I compiti che richiedevano più specializzazione erano assolti da polizia (Ordnungspolizei), squadre antincendio e addette alle riparazioni, personale sanitario e carcerati o prigionieri dei campi di concentramento, a cui spettava l'ingrato incarico di recuperare i morti. Genieri e truppe motorizzate, messe in campo dalla Luftwaffe, potevano accorrere da una città all'altra accolte da guide (solitamente ragazzi della Gioventù hitleriana) pratiche del luogo, inoltre personale altamente qualificato era disponibile per le riparazioni di obiettivi sensibili. Speciali apparecchi acquistati dal ministero dell'Aria in grado di rilevare i rumori sondavano le macerie in cerca di persone rimaste intrappolate sotto terra.

### L'assistenza e il piano di evacuazione
Lo Stato erogava un contributo di 210 ℛℳ ai familiari delle vittime dei bombardamenti Alleati, a cui andava anche una somma pari a 40 ℛℳ devoluta dal comune. Il ministero dell'Aria, dell'Interno e soprattutto il partito nazista contemplarono l'assistenza alla popolazione colpita dai cieli a partire dall'inverno 1940-1941. A chi veniva concesso lo status (e il relativo libretto) di "danneggiato dai bombardamenti aerei" spettavano alcuni aiuti. I centri assistenziali sistemati nelle città iniziavano a preparare pasti caldi e panini al burro (nell'estate 1943 ne vennero offerti rispettivamente 7,3 milioni e altri svariati milioni) non appena cominciava un attacco aereo, e quando questo finiva l'acqua potabile veniva offerta con delle autocisterne ambulanti. I senzatetto erano sistemati, divisi per sesso, in grandi strutture, solitamente ricavate negli edifici dei servizi pubblici, dove venivano rilasciati diversi buoni pasto o per il vestiario o, ancora, certificati che davano l'autorizzazione a ricevere indennizzi di vario tipo per ripagare tutto quello che si era perso. Inizialmente nuove case e nuovi arredi erano individuati semplicemente sul mercato, ma in seguito le amministrazioni comunali trovarono nuovi alloggi e nuovi arredi confiscandoli agli ebrei.
Gli ospedali erano riempiti partendo dai più sicuri sotterranei arrivando ai piani superiori. Se lo spazio mancava si potevano sgomberare, come da un ordine della direzione sanitaria del Reich datato 4 dicembre 1940, tutti i malati gravi o, rispettando un decreto dell'11 febbraio 1944 del ministero dell'Interno, smettere di ricoverare i casi disperati. Ci furono anche casi di uccisioni di massa di malati mentali per offrire più posti letto possibile alla popolazione sana. Acquisti razionati e prezzi fissi fecero proliferare il baratto e la borsa nera, a cui parteciparono anche alte cariche del partito nazista. I reati di saccheggio, disfattismo e di ascolto di radio nemiche era punito con la morte (quindicimila sentenze dal 1941 al 1945, con un picco nel 1944) ma di frequente le sentenze erano sentenze politiche per ribadire con fermezza la presenza dello Stato, che a volte, tramite la Gestapo, reclutava a pagamento dei cittadini per "provocarne" altri inducendoli a spendere parole di critica verso il Reich.
Nel complesso l'assistenza dello Stato fu giudicata soddisfacente dai cittadini tedeschi.
Estremamente impopolare fu invece lo spostamento dei bambini dalle città alle campagne iniziato nel 1941, preludio ad un massiccio esodo dalle città, sempre organizzato dal partito nazista, che ebbe inizio nel 1943. Chi non era necessario all'economia bellica (6,5 milioni di cittadini sotto i 15 anni o sopra i 65) doveva possibilmente spostarsi in zone di evacuazione o di accoglienza prestabilite a seconda del luogo di provenienza, ma più degli inviti del partito nazista furono efficaci le incursioni aeree Alleate: dopo la battaglia della Ruhr e l'operazione Gomorrah del 1943, entro il 25 settembre Berlino venne abbandonata da 720 000 persone. Molte comunque ritornarono per non separarsi dai familiari, altre fecero avanti e dietro e altre ancora si stabilirono definitivamente in luoghi più sicuri. A questo Reichsumsiedlungsplan (piano di reinsediamento nazionale) fu calcolato dovessero partecipare 11 770 000 persone, ma solo circa metà di esse si trasferì effettivamente, anche perché non c'era posto per accogliere gli evacuati provenienti da grandi insediamenti come Berlino, Amburgo o la Ruhr.
In ogni caso lo Stato fornì assistenza solo a chi si spostò dietro un suo ordine; chi partiva in maniera autonoma restava escluso dagli aiuti. Si cercò anche, per quanto possibile, di trasferire le industrie, e nelle città venne messo in atto un decentramento della popolazione dal centro della città (solitamente preso come punto di mira dal Bomber Command) alla periferia. A conti fatti, il piano di evacuazione era ben organizzato e mise fuori pericolo 19 100 000 tedeschi.

## Danni al patrimonio culturale

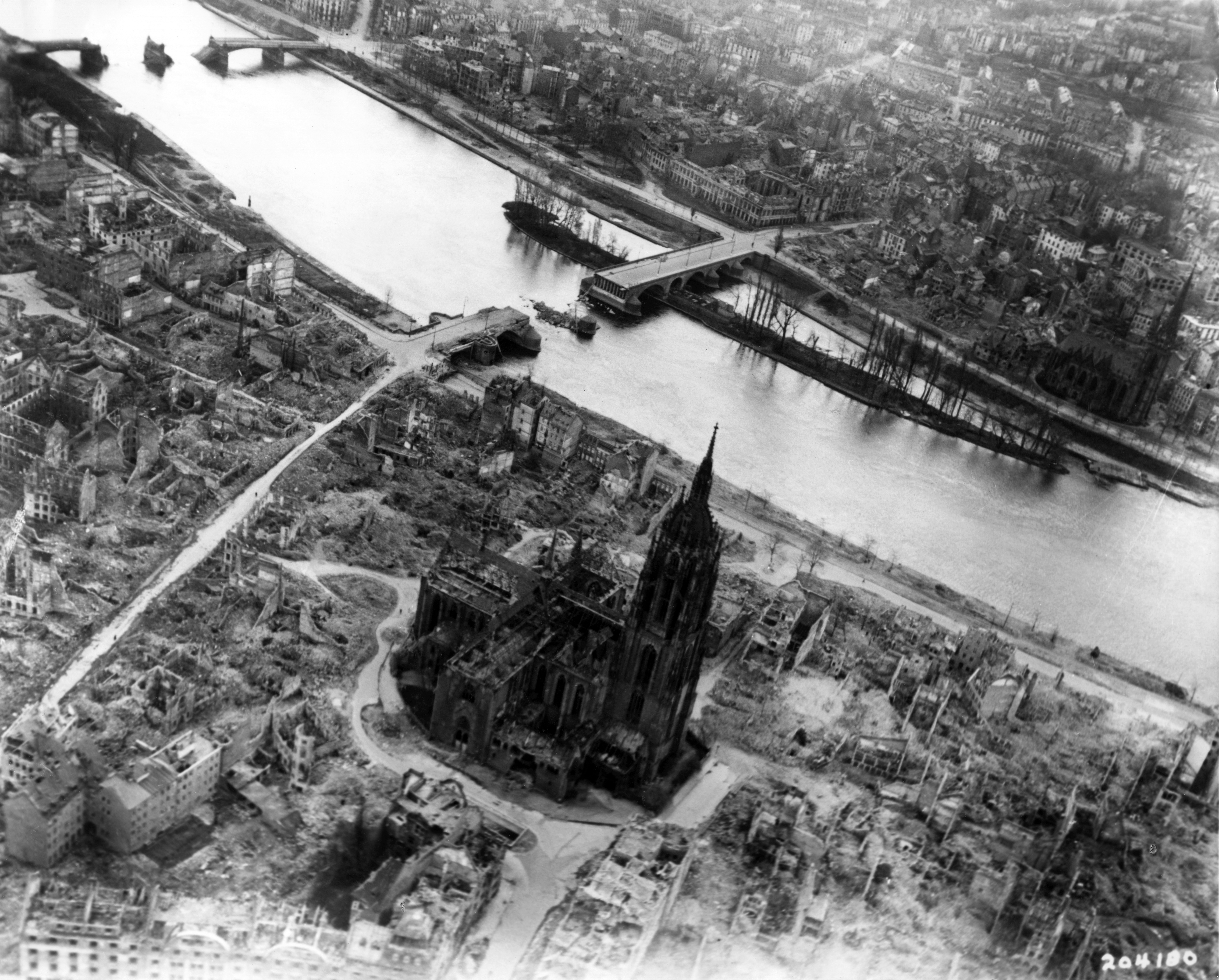
Il centro storico di Francoforte sul Meno completamente distrutto, ad eccezione del duomo, fotografato il 31 marzo 1945. Numerose città tedesche subirono distruzioni simili.

Le devastazioni subite dalla Germania nel corso della seconda guerra mondiale per mano delle forze aeree Alleate riguardarono anche il patrimonio artistico-culturale del paese. Ogni città colpita registrò ingenti danni o crolli a monumenti, palazzi antichi, chiese, luoghi di interesse storico-artistico e musei, inoltre furono non pochi i centri storici divelti dalle bombe. A titolo di esempio, a Francoforte sul Meno nel marzo 1944, oltre al Römer (il municipio gotico), all'antica zecca, alla chiesa di San Paolo e alla casa di Schopenhauer, crollò anche l'abitazione di Goethe. Stoccarda vide bruciare la casa dove morì Eduard Mörike, Bayreuth la tomba di Franz Liszt, Amburgo la casa natale di Johannes Brahms mentre a Francoforte sull'Oder e Hanau presero fuoco rispettivamente la casa natale di Heinrich von Kleist e dei fratelli Grimm.
A guerra terminata le città, per motivi di denaro e fatica, non vennero ricostruite secondo il loro aspetto prebellico.
Il 9 aprile 1943 Hitler ordinò di fare fotografie a colori a pareti e soffitti affrescati di particolare valore artistico, ribadendosi un anno e mezzo più tardi quando, viste le distruzioni causate dai bombardieri Alleati, considerò urgente immortalare nei dettagli anche gli edifici monumentali e le altre opere di valore non asportabili per averne memoria nel caso andassero in pezzi. Nell'estate 1942, dopo i bombardamenti di Lubecca e Rostock, rappresentanti della difesa antiaerea ed esperti di beni culturali si riunirono per decidere come proteggere il patrimonio museale e librario, avendo un occhio di riguardo per il pericolo rappresentato dagli incendi. Il ministero dell'Aria del Reich (Reichsluftfahrtministerium) consigliò di ricoprire i solai con 80 cm di sabbia che avrebbero potuto parare i colpi, ma il peso risultò eccessivo per la maggior parte dei soffitti, idem per le proposte di attutire i colpi con due strati di clinker o 20 cm di cemento. 
I responsabili della tutela dei castelli bavaresi cosparsero infine i solai con una sostanza impregnante antincendio/paracolpi.
Vista l'efficacia del fuoco nel divorare le abitazioni, nel maggio 1943 Göring ed Himmler lanciarono una campagna di immunizzazione dei centri storici: migliaia di edifici, come la fortezza di Wartenburg, vennero ricoperti con calce e una soluzione salina che, sebbene in grado di limitare i danni del fuoco, nulla poteva contro l'esplosivo. Portali, rilievi, statue, rolande e fontane furono "impacchettate" e murate, a volte circondate da un'impalcatura in legno imbottita di sacchi di sabbia o da una torre in muratura con il tetto in cemento (fu questo il caso del Cavaliere di Bamberga). Alcune opere d'arte furono efficacemente "corazzate" con materassi in lana d'acciaio, solo che già dalla metà del 1942 le necessità dell'industria bellica resero impossibile la realizzazione di tali protezioni; in seguito la carenza di juta impose di mettere la sabbia in sacchi di carta e cominciò ad utilizzarsi il calcestruzzo magro. Tuttavia, se una bomba centrava una di queste protezioni il danno era maggiore in quanto l'opera d'arte sarebbe stata investita da più materiali, inoltre gli affreschi vennero assaliti dalle muffe per via delle finestre murate delle chiese che rendevano impossibile un'adeguata circolazione dell'aria.
Per quanto possibile invece, i beni mobili vennero decentrati (per evitare la distruzione totale in un sol colpo) e trasportati in località fuori mano, lontane da installazioni militari e prive di rilevanza strategica. Inizialmente vennero scelte come depositi le fortezze, ma quando gli Alleati aumentarono la dose di bombe incendiarie sganciate ad ogni attacco queste divennero inutili per via della grande superficie dei tetti; si pensò così a castelli recintati d'acqua per spegnere facilmente gli incendi, tuttavia gli ambienti erano troppo umidi, i bunker di cemento erano sconsigliati a causa dell'acqua di condensa originata dalle traspirazioni umane e lo stesso dicasi per i sotterranei riscaldati, capaci di rovinare mobili e dipinti. Una soluzione fu trovata scegliendo le fortezze montane, sufficientemente arieggiate e relativamente immuni alle bombe, particolari strutture in grado di controllare le condizioni di umidità e aerazione (come la fortezza di Ehrenbreitstein) e le asciutte e pulite miniere di salgemma e sale potassico (in primo luogo quelle del Baden-Württemberg, dell'Austria e della zona tra Hannover e Magdeburgo). I beni di maggior pregio venivano appoggiati vicino alle uscite, e a volte un custode faceva rapporto sullo stato di conservazione (e su eventuali furti) di quanto contenuto in un magazzino.
Le delicate rimozioni delle vetrate delle cattedrali di numerose città e paesi (effettuate peraltro da personale isolato o anziano a causa della chiamata alle armi) riguardarono innanzitutto quelle di epoca medievale, quindi quelle rinascimentali. Anche i documenti contenuti negli archivi furono oggetto di trasferimenti. Il primo ente a muoversi in questo senso fu l'archivio statale prussiano nel 1943, seguito ben presto dai musei di Berlino e della Germania intera. Fino al marzo 1943 era stato evacuato solo l'8,5% dei documenti segreti dell'archivio statale di Berlino, svuotato però nel complesso per l'85% entro il febbraio 1944. Il 1º giugno dello stesso anno, su 96 archivi messi in allarme dal commissario per la loro difesa, 27 avevano liberato per l'80-90% i propri edifici e 53 per il 50%; cinque mesi dopo risultavano spostati 2 250 000 documenti, 500 000 manoscritti e registri ufficiali e 1 175 000 pacchi di incartamenti, alcuni dei quali dovettero essere nuovamente trasferiti per l'avvicinarsi del fronte orientale. Esercito e Chiesa si occuparono autonomamente del proprio materiale archivistico. Nonostante gli sforzi, solo metà del materiale d'archivio tedesco uscì indenne dalla guerra: i 4/5 della restante metà andarono irrimediabilmente persi a causa dei bombardamenti incendiari. Della maggioranza di essi non si conosce il contenuto.
Ugualmente colpito fu anche il patrimonio librario: si calcola che circa trenta milioni di tomi, sui quaranta in possesso delle biblioteche scientifiche tedesche, vennero rimossi dagli scaffali per essere trasportati con ogni mezzo in luoghi sicuri, così come si fece con il materiale d'archivio. In ogni caso vennero distrutti circa otto milioni di libri di proprietà pubblica, mentre quelli che si salvarono dovettero, a volte, essere posti a minuziosi restauri per cancellare i danni causati da muffa, ratti e sporcizia.

## Le azioni sovietiche
Nel 1941 il generale Pavel Ryčagov, comandante in capo della Sovetskie Voenno-vozdušnye sily (VVS – l'aeronautica militare sovietica), era d'accordo con l'alto stato maggiore e con Stalin di usare le forze aeree in chiave principalmente tattica. Il solo aereo moderno espressamente concepito per il bombardamento pesante era il quadrimotore Petlyakov Pe-8, ma non venne costruito in grandi quantitativi perché Stalin preferì devolvere la campagna aerea contro il popolo tedesco a Churchill, a cui ebbe più volte modo di chiedere la distruzione delle città della Germania.

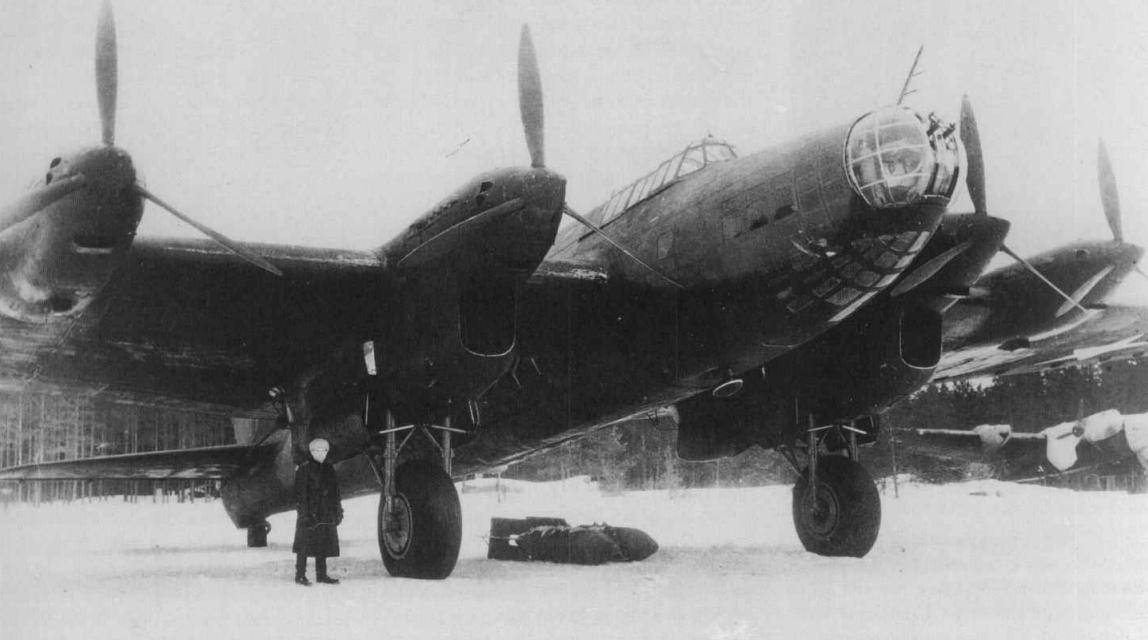
Il Petlyakov Pe-8, unico bombardiere strategico in dotazione all'aeronautica militare sovietica durante il secondo conflitto mondiale.

Di conseguenza, le missioni di bombardamento strategico della VVS furono minime in confronto allo sforzo bellico sostenuto dal Bomber Command e dalla Eighth Air Force. I sovietici bombardarono per la prima volta Berlino nella notte del 7-8 agosto 1941; gli altri principali attacchi ai centri urbani ebbero per obiettivi Stettino, Danzica, Riga e Königsberg.
Nel marzo 1942 venne costituita, nel quadro della riorganizzazione globale delle forze aeree pianificata dal nuovo comandante in capo, maresciallo Aleksandr A. Novikov, dopo i disastri iniziali dell'operazione Barbarossa, la "Forza aerea a lungo raggio d'azione" (Aviatsija dal'nego deitvija – ADD) con lo scopo teorico di potenziare i reparti da bombardamento; equipaggiata con bombardieri medi e pesanti avrebbe dovuto agire come forza aerea strategica semindipendente contro obiettivi sul territorio tedesco.
Il maresciallo dell'aviazione Aleksandr E. Golovanov divenne comandante dell'ADD e potenziò le sue formazioni giungendo ad avere oltre 1 500 bombardieri medi e pesanti pronti all'impiego. Tuttavia in pratica la "Forza aerea a lungo raggio d'azione" non riuscì ad ottenere risultati di grande rilievo nell'impiego strategico, in parte per carenze tecniche degli equipaggiamenti e per insufficiente addestramento degli equipaggi nelle missioni a lunga distanza, in parte per le scelte operative fondamentali dell'alto comando sovietico. Nella maggior parte dei casi quindi i bombardieri dell'ADD furono impiegati in missioni di cooperazione tattica nelle immediate retrovie del fronte per rinforzare le forze aeree tattiche e interdire comunicazioni e trasporti all'esercito tedesco. Non addestrati alle missioni diurne gli equipaggi condussero prevalentemente missioni notturne in alcune occasioni con buoni risultati.
Uno dei più grandi attacchi "strategici" diurni della Aviatsija dal'nego deitvija del maresciallo Golovanov venne sferrato contro Königsberg da oltre 500 bombardieri durante la battaglia della Prussia Orientale nella primavera del 1945 ed ebbe successo grazie alla protezione dei caccia sovietici. Nel complesso tuttavia le forze aeree sovietiche si impegnarono con notevoli risultati soprattutto nella cooperazione aeroterrestre e negli attacchi contro le truppe e le retrovie della Wehrmacht. La "Forza aerea a lungo raggio" portò a termine durante tutta la guerra solo 66 000 missioni di bombardamento strategico sul oltre 3 000 000 di missioni eseguite in totale dalla VVS.

### Annotazioni
1. ↑  Queste erano le unità delle forze aeree Alleate addette al bombardamento strategico. Azioni di appoggio tattico alle truppe di terra furono eseguite anche dalle unità di cacciabombardieri.
2. ↑  Prima di Harris a capo del Bomber Command sedettero, procedendo a ritroso fino agli inizi della guerra, Jack Baldwin (interim), Richard Peirse, Charles Portal ed Edgar Ludlow-Hewitt.
3. ↑  L'unica differenza era che gli statunitensi fissavano vari punti di mira sulle verticali di determinati obiettivi, mentre il Bomber Command ne impostava in genere solo uno, al centro della città, ugualmente devastata sia con il metodo statunitense che con quello britannico. Bonacina 1975, pp. 428 e 430.
4. ↑  Le bombe speciali "TI" (Target Indicators) sarebbero esplose a una determinata altezza proiettando tutt'intorno decine di candelotti luminosi gialli, rossi o verdi, allo scopo di delimitare l'area bersaglio (nel caso di nebbia o smog le TI avevano candelotti paracadutati). Questo nuovo espediente ricevette il battesimo del fuoco la notte tra il 16 e il 17 gennaio 1943 su Berlino ma, tra sbagli di puntamento e nuvole fittissime, la missione si risolse in un insuccesso. Bonacina 1975, pp. 158-159.
5. ↑  Ad ogni attacco era sempre presente tra le bombe da sganciare una la cui funzione era di illuminare con un flash il paesaggio per facilitare il compito alle macchine fotografiche. I ricognitori tornavano poi a verificare i danni il giorno seguente l'attacco. Su questo e sul resto si veda Friedrich 2005, pp. 11-13.
6. ↑  La questione nella Chiesa anglicana emerse nel 1940 e i vescovi giunsero alla conclusione che non avrebbero tollerato bombardamenti su città indifese decisi per pure ragioni politiche. Nel 1943, con l'intensificarsi dei bombardamenti, l'arcivescovo di York sostenne che « [...] il male minore è bombardare la Germania [...] piuttosto che sacrificare la vita dei nostri connazionali [...]» ma il vescovo di Chichester spese molte parole circa il non imitare i nazisti diffondendo la barbarie e conducendo bombardamenti a tappeto. Su questo e sul resto si veda Friedrich 2005, pp. 81 e 83-84.
7. ↑  Anche Henry H. Arnold, comandante in capo dell'USAAF, si mostrò sbalordito di fronte alla resistenza che i tedeschi offrivano dopo oltre quattro anni di bombardamenti. Su questo e sul resto si veda Friedrich 2005, pp. 124 e 126-127.
8. ↑  Nell'occasione gli statunitensi ebbero perdite elevatissime: non tornarono alle basi trenta bombardieri, pari al 10,9% di quelli impiegati. Bonacina 1975, pp. 221-222.
9. ↑  La tecnica a ventaglio consisteva nel disegnare un quadrante con le bombe. Prima veniva fissato il vertice del quadrante (nel caso di Darmstadt una piazza), quindi entrava in azione un'ondata di bombardieri che sganciava le bombe dopo un determinato lasso di tempo dal momento del passaggio sopra il vertice (overshoot) disegnando così un lato del quadrante; dopo che una seconda ondata faceva lo stesso con l'altro lato, la terza ondata di bombardieri distruggeva tutta la superficie compresa fra i due lati del quadrante. Friedrich 2005, pp. 316-317.
10. ↑  Un servizio di ronda girava per le strade intimando di spegnere le luci rimaste accese, ed erano previsti tagli alla fornitura di energia elettrica per i trasgressori. I rifugi antiaerei erano segnalati da frecce a bassa luminescenza dipinte nel pavimento. Verso la fine della guerra i materiali oscuranti vennero ricoperti con sostanze chimiche in grado di attenuare gli effetti del rilevamento ad infrarossi usato dagli Alleati. Con l'arrivo dei Pathfinder, l'oscuramento (rimasto sempre uno dei punti deboli delle fabbriche) perse la sua funzione primaria servendo più che altro per rassicurare la popolazione. Friedrich 2005, pp. 365-366.
11. ↑  Colonne dalle sembianze umane, di frequente posizionate sulle piazze della Germania settentrionale e centrale, raffiguranti un uomo con armatura e spada.
12. ↑  A metà 1942 l'opera era talmente avanzata che in tutta la Renania non c'era più una vetrata antica nella sua collocazione originale. Vedi Friedrich 2005, p. 464.

### Fonti
1. 1 2 3  Bonacina 1975, p. 427.
2. 1 2  Levine 1992, p. 189.
3. 1 2  Bonacina 1975, pp. 425-427 riporta che il "Bomber Command della RAF [...] aveva perduto 55.888 uomini" riferendosi probabilmente ai soli morti. Friedrich 2005, p. 35, riporta invece per il Bomber Command 73 741 perdite complessive. I dati sono globali, non riferiti cioè alle sole missioni sulla Germania, come invece sono gli aerei persi dal Bomber Command.
4. 1 2  (EN) RAF Bomber Command memorial build to start in 2011, su bombercommand.com. URL consultato il 10 febbraio 2012.
5. ↑  Boog 2001, p. 180.
6. ↑  Hooton 1997, p. 284.
7. ↑  MacIsaac 1976, p. 9.
8. ↑  Friedrich 2005, pp. 383-386.
9. ↑  Friedrich 2005, pp. 90-91.
10. ↑  Bonacina 1975, p. 131; Friedrich 2005, p. 22.
11. ↑  Bonacina 1975, p. 127.
12. ↑  Friedrich 2005, p. 5, nota a cura del traduttore.
13. ↑  Bonacina 1975, p. 88.
14. ↑  Bonacina 1975, pp. 158-159.
15. ↑  Friedrich 2005, p. 25.
16. ↑  Friedrich 2005, pp. 26-38.
17. ↑  (EN) The Pathfinders, su rafbombercommand.com. URL consultato il 9 febbraio 2012.
18. ↑  Friedrich 2005, pp. 24-25.
19. ↑  Friedrich 2005, p. 19.
20. ↑  Friedrich 2005, p. 15.
21. ↑  Friedrich 2005, p. 28.
22. ↑  Friedrich 2005, pp. 16-18.
23. ↑  Friedrich 2005, pp. 52-53.
24. ↑  Friedrich 2005, p. 56.
25. ↑  Bonacina 1975, pp. 53-54 e 56.
26. ↑  Friedrich 2005, pp. 53-54 e 62-63.
27. ↑  Friedrich 2005, pp. 63-65.
28. ↑  Friedrich 2005, pp. 66-68.
29. ↑  Bonacina 1975, pp. 82-83.
30. ↑  Friedrich 2005, pp. 69-70.
31. ↑  Friedrich 2005, p. 71.
32. ↑  Bonacina 1975, pp. 428-429.
33. ↑  Bonacina 1975, p. 97.
34. ↑  Bonacina 1975, p. 105.
35. ↑  Friedrich 2005, pp. 73-74.
36. ↑  Bonacina 1975, p. 289.
37. ↑  Friedrich 2005, p. 83.
38. ↑  Friedrich 2005, pp. 77-78.
39. ↑  Friedrich 2005, p. 79.
40. ↑  Friedrich 2005, p. 103.
41. ↑  Friedrich 2005, p. 104.
42. ↑  Friedrich 2005, pp. 91, 128 e 147.
43. ↑  Bonacina 1975, p. 429.
44. ↑  Friedrich 2005, pp. 147-148.
45. ↑  AA.VV., Germany and the second world war. vol. VI, p. 569.
46. ↑  AA.VV., Germany and the second world war. vol. VI, pp. 569-570.
47. ↑  Friedrich 2005, pp. 92, 128 e 143.
48. ↑  Friedrich 2005, p. 105.
49. ↑  Friedrich 2005, pp. 129-136.
50. ↑  Friedrich 2005, pp. 148-154.
51. ↑  Bonacina 1975, p. 105; Friedrich 2005, p. 159.
52. ↑  Bonacina 1975, pp. 103-104; Friedrich 2005, p. 160.
53. ↑  Bonacina 1975, p. 108; Friedrich 2005, pp. 160-161.
54. ↑  Friedrich 2005, pp. 161-162; Bonacina 1975, p. 282.
55. ↑  Friedrich 2005, p. 164.
56. ↑  Friedrich 2005, pp. 166-167.
57. ↑  Friedrich 2005, pp. 168-169.
58. ↑  Friedrich 2005, p. 169.
59. ↑  Bonacina 1975, pp. 221-222.
60. ↑  Friedrich 2005, pp. 173-174.
61. ↑  Friedrich 2005, pp. 177-179.
62. ↑  Friedrich 2005, pp. 180-181.
63. ↑  Friedrich 2005, pp. 193-194.
64. ↑  Friedrich 2005, pp. 182-183 e 188.
65. ↑  Friedrich 2005, pp. 196 e 200.
66. ↑  Friedrich 2005, pp. 202 e 209.
67. ↑  Friedrich 2005, pp. 270-273.
68. ↑  Friedrich 2005, pp. 274-276 e 278.
69. ↑  Friedrich 2005, pp. 278-281; Bonacina 1975, pp. 209 e 303.
70. ↑  Friedrich 2005, pp. 282-283.
71. ↑  Friedrich 2005, pp. 283-284.
72. ↑  Friedrich 2005, pp. 286-289.
73. ↑  Friedrich 2005, pp. 290-293.
74. ↑  Friedrich 2005, pp. 295-296 e 298.
75. ↑  Friedrich 2005, pp. 298-301.
76. ↑  Friedrich 2005, pp. 209-210 e 227.
77. ↑  Friedrich 2005, pp. 227-229.
78. ↑  Friedrich 2005, pp. 211, 213-215 e 220.
79. ↑  Friedrich 2005, pp. 223-225.
80. ↑  Friedrich 2005, pp. 231-237.
81. ↑  Friedrich 2005, pp. 239-241.
82. ↑  Friedrich 2005, pp. 241-242.
83. ↑  Friedrich 2005, p. 246.
84. ↑  Friedrich 2005, pp. 247 e 249-250.
85. ↑  Friedrich 2005, pp. 251-254.
86. ↑  Friedrich 2005, pp. 255-257.
87. ↑  Friedrich 2005, pp. 259-261.
88. ↑  Friedrich 2005, pp. 261-263.
89. 1 2  Friedrich 2005, pp. 265-266.
90. ↑  Friedrich 2005, pp. 100-101 e nota 90 a p. 483; Bonacina 1975, pp. 275-277.
91. ↑  Friedrich 2005, p. 318.
92. ↑  Friedrich 2005, pp. 303-305.
93. ↑  Friedrich 2005, pp. 307-310.
94. ↑  Friedrich 2005, p. 311.
95. ↑  Friedrich 2005, pp. 311-314.
96. ↑  Friedrich 2005, pp. 314-315.
97. ↑  Bonacina 1975, p. 398.
98. ↑  Bonacina 1975, p. 396.
99. ↑  Bonacina 1975, p. 397.
100. ↑  Friedrich 2005, pp. 320-325.
101. ↑  Friedrich 2005, pp. 51 e 63.
102. ↑  Friedrich 2005, p. 287.
103. ↑  Friedrich 2005, pp. 342-343.
104. ↑  Friedrich 2005, p. 355.
105. ↑  Friedrich 2005, pp. 330-331.
106. ↑  Friedrich 2005, pp. 333 e 342-343.
107. ↑  Friedrich 2005, p. 346.
108. ↑  Friedrich 2005, pp. 343-344.
109. ↑  Friedrich 2005, pp. 347-350.
110. ↑  Friedrich 2005, pp. 351 e 357.
111. ↑  Friedrich 2005, pp. 349-350.
112. ↑  Friedrich 2005, pp. 352-355.
113. ↑  Friedrich 2005, pp. 359-361.
114. ↑  Friedrich 2005, p. 381.
115. ↑  Friedrich 2005, p. 362.
116. ↑  Friedrich 2005, pp. 362-364.
117. ↑  Friedrich 2005, pp. 369, 371 e 374.
118. ↑  Friedrich 2005, pp. 383-386.
119. ↑  Friedrich 2005, pp. 386 e 389.
120. ↑  Friedrich 2005, pp. 387-389.
121. ↑  Friedrich 2005, p. 391.
122. ↑  Friedrich 2005, pp. 393, 395-396 e 399.
123. ↑  Friedrich 2005, p. 390.
124. ↑  Friedrich 2005, pp. 401-403.
125. ↑  Friedrich 2005, p. 404.
126. ↑  Friedrich 2005, p. 406.
127. ↑  Friedrich 2005, pp. 403-404.
128. ↑  Friedrich 2005, p. 407.
129. ↑  Friedrich 2005, pp. 455-456.
130. 1 2  Friedrich 2005, p. 460.
131. ↑  Friedrich 2005, p. 457.
132. ↑  Friedrich 2005, p. 455.
133. ↑  Friedrich 2005, pp. 457-458.
134. ↑  Friedrich 2005, p. 458.
135. ↑  Friedrich 2005, p. 461.
136. ↑  Friedrich 2005, pp. 463-466.
137. ↑  Friedrich 2005, p. 465.
138. ↑  Friedrich 2005, pp. 468-469.
139. ↑  Friedrich 2005, p. 469.
140. ↑  Friedrich 2005, pp. 466-467 e 470.
141. ↑  Friedrich 2005, pp. 474-475.
142. 1 2 3  Bonacina 1975, p. 94.
143. ↑  Mollo 1982, p. 181.
144. ↑  Mollo 1982, pp. 181-182.
145. ↑  Erickson 2002, pp. 543-545.
146. ↑  Mollo 1982, p. 182.